# Культура Индии

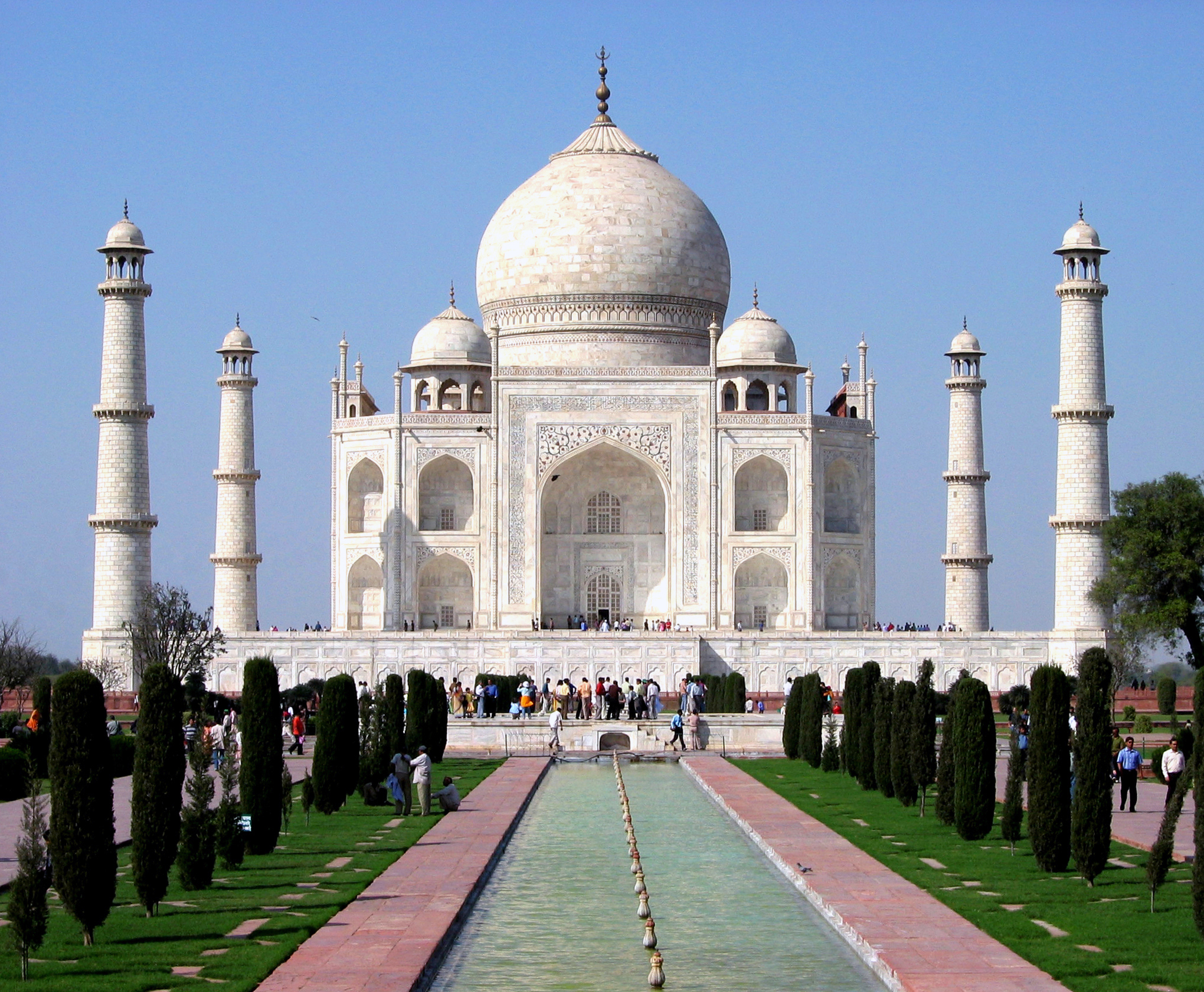
Тадж-Махал — один из символов Индии

Культура Индии была сложена из различных эпох истории, обычаев, традиций и идей, как захватчиков, так и иммигрантов. Многие культурные обычаи, языки и памятники приводятся в примеры такого смешения в течение столетий.
Исторически индийская культура распространена далеко за пределы современного государства Индия, этот исторический культурный регион называют «Большая Индия», и в него входят территории от Средней до Юго-Восточной Азии.
В современной Индии существует культурное и религиозное многообразие, даже в зависимости от района страны. Южная, Северная и Северо-Восточная части имеют свои отличительные особенности, а практически все штаты выкроили свою собственную культурную нишу. Несмотря на это уникальное культурное разнообразие, вся страна едина как цивилизация из-за своей общей истории, тем самым сохраняя национальную самобытность.
Индия является местом рождения религиозных систем, таких, как индуизм, джайнизм, буддизм и сикхизм, которые оказывают серьёзное влияние не только на Индию, но и на весь мир. После Исламского вторжения и последующего иностранного господства с X века, на культуру Индии сильно повлияли персидская, арабская и тюркская культуры. В свою очередь, различные религии и традиции Индии повлияли на Юго-Восточную Азию и другие части мира.

Марк Твен писал:

«Индия — колыбель человеческой расы, колыбель человеческой речи, мать истории, бабушка легенды, и прабабушка традиций. Наши самые ценные и наиболее важные из материалов в истории человечества хранятся только в Индии!»
Оригинальный текст (англ.)«India is the cradle of the human race, the birthplace of human speech, the mother of history, the grandmother of legend, and the great grand mother of tradition. Our most valuable and most astrictive materials in the history of man are treasured up in India only!»

## Традиции и обычаи

### Одежда

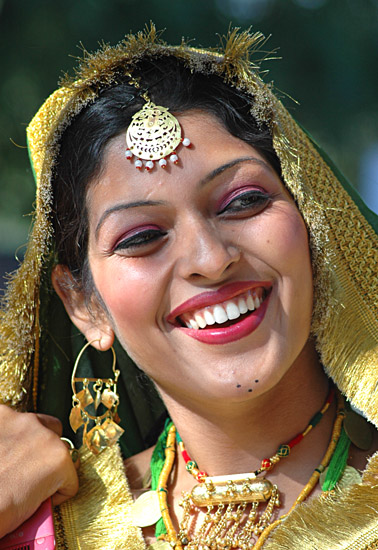
Пенждабская женщина, одетая в традиционный наряд для праздника Teej

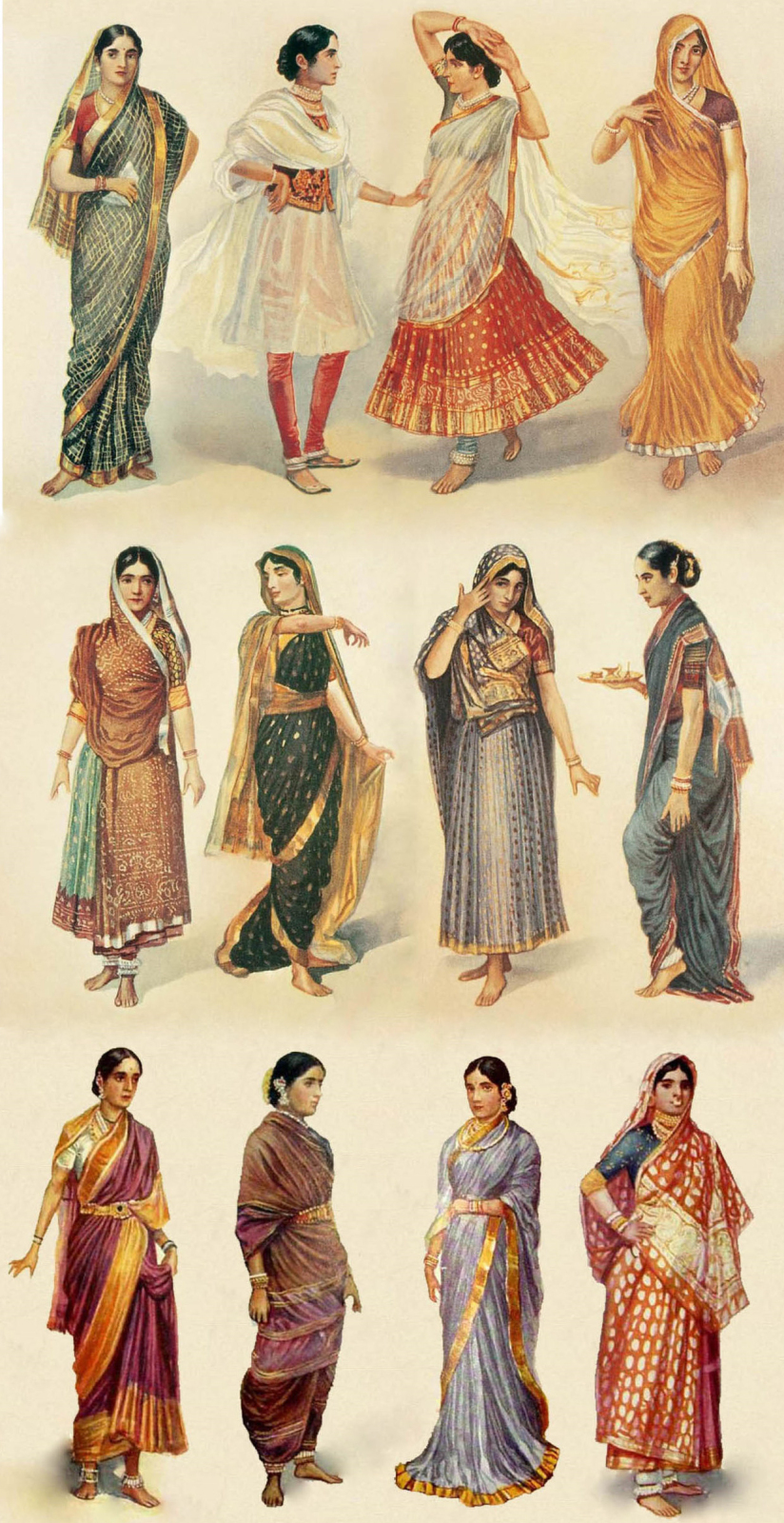
Иллюстрация разных стилей сари и одежд, носимых женщинами в Индии

Традиционная одежда в Индии меняется в зависимости от региона. Сильное влияние на неё оказали местная культура, география, климат, сельское и городское устройство. Популярные стили одежды в Индии включают в себя драпированные, такие как сари для женщин, дхоти и лунги для мужчин. Сшитая одежда также популярна в Индии, например, чуридар или salwar-kameez (шаровары) для женщин, с дупаттой (длинный шарф), закинутый через плечо. Сальвар (salwar) часто находится в свободном состоянии, в отличие от чуридара, который сильно облегает тело. Для мужчин, сшитые варианты включают курта-пижама и штаны европейского стиля, и рубашки. В центрах городов можно увидеть людей в джинсах, штанах, рубашках, костюмах, куртах и в других модных стилях одежды.
Индийский этикет запрещает появляться в общественных и религиозных местах в прозрачных и обтягивающих нарядах и костюмах, а также с оголёнными частями тела. Большинство индийской одежды сделано из хлопка, который является идеальным для местного жаркого климата. Поскольку климат Индии жаркий и дождливый, большинство индийцев ходят в сандалиях.
Индийские женщины имеют совершенное чувство шарма и моды с макияжем и украшениями. Бинди, менди, серьги, чури (браслеты) и другие украшения — традиционны для Индии. В особых случаях, таких как свадьба и праздники, женщины могут одевать наряды ярких и весёлых цветов с украшениями, сделанные из золота, серебра и других местных металлов и драгоценных камней.
Бинди очень часто является существенной частью макияжа индийской женщины. Некоторые считают, что носимый на лбу бинди, является благоприятной меткой. Традиционно, красный бинди носят только замужние индийские женщины, а разноцветный — одинокие, но сейчас все цвета и блески стали частью женской моды. Некоторые женщины носят синдур — традиционный красный или оранжево-красный порошок (вермильон) на разделённых частях волос (местное название — «манг»). Синдур — традиционная отметина замужних женщин в индуизме. Одинокие индуистские женщины синдур не носят, как и свыше 100 миллионов женщин, исповедующие другие религии или являющиеся агностиками и атеистками, которые могут быть замужними.
Стили индийской одежды постоянно развивались на протяжении всей истории страны. В древних Ведах упоминается одежда, сделанная из коры и листьев (известная как пхатака). В Риг-веде XI века до н. э. упоминается окрашенные и сшитые предметы одежды (известные как паридхан и песас), что показывает развитие техники по производству сложных предметов одежды во время ведийской эры. В V веке до н. э. древнегреческий историк Геродот описал богатое качество индийской хлопковой одежды. Ко II веку н. э. муслины, произведённые на юге Индии, импортировались Римской империей, а шёлковая ткань была одним из главных предметов экспорта Древней Индии вместе с индийскими специями. Сшитая одежда получила своё развитие ещё до X века н. э. и была наиболее популяризована в XV веке после установления Мусульманской империи в Индии. Драпированные стили одежды оставались наиболее популярными среди индуистского населения Индии, в то время как мусульмане всё более и более использовали сшитые предметы одежды.
Во времена британского владычества индийская одежда и её кустарный промысел оставались парализованными для того, чтобы освободить место для британской текстильной промышленности. Поэтому, лидер движения за независимость Индии Махатма Ганди успешно выступал за то, что он называл «кхади» — светлая ткань ручного ткачества, из-за которой у индийского народа должно было упасть доверие к британским промышленным товарам[уточнить]. 1980-е годы были ознаменованы крупными изменениями в индийской моде, которая была охарактеризована крупномасштабным ростом школ моды в Индии. Всё больше женщин вовлекаются в индустрию моды, и всё больше изменяется отношение индийцев к мультикультурализму. Эти изменения сыграли главную роль в моде индийских и западных стилей одежды.

### Семья и брак

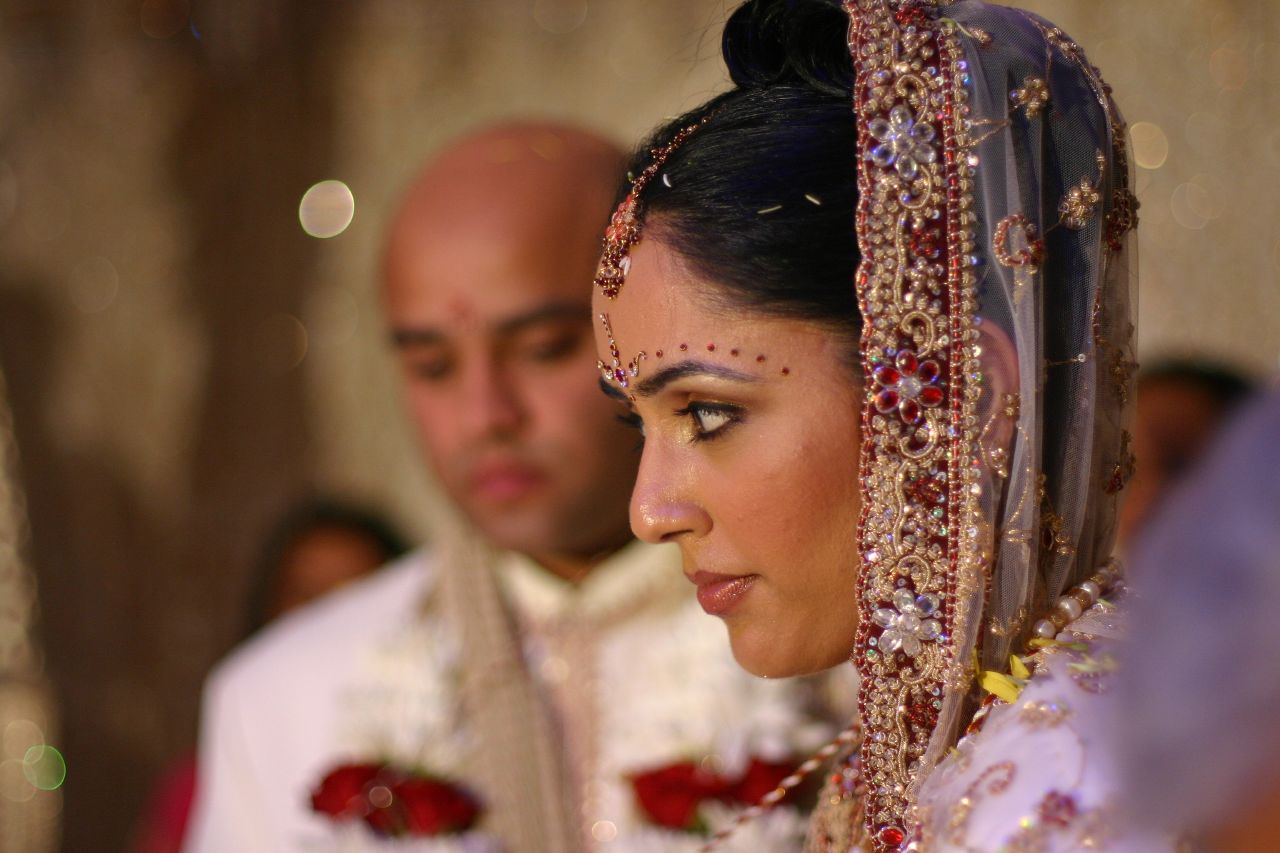
Невеста во время индийской свадьбы в Пенджабе

Исторически и в настоящее время в некоторых регионах Индии совместная семья играет важную роль. На Индию в течение многих поколений оказывала влияние господствующая традиция совместного устройства семьи. Это устройство, при котором увеличивалось количество членов семьи за счёт родителей, детей, супругов детей и их потомства и т. д., и все они жили вместе. Как правило, главой такой семьи является самый старый мужчина. Он берёт на себя право решать все важные вопросы и устанавливать правила, а все члены семьи должны соглашаться с этим.
В исследованиях 1966 года Оренстейн (Orenstein) и Миклин (Micklin) проанализировали данные численности населения Индии и устройство индийских семей. В этих исследованиях говорится, что размеры индийских семей оставались такими же как и в период 1911—1951 годов. Впоследствии, с ростом городов и экономическим развитием, в Индии стали происходить распады традиционных совместных семей в более нуклеарноподобные.
Синха в своей книге после подведения итогов социологических исследований об индийских семьях, отмечает, что за последние 60 лет во многих частях Индии наблюдается тенденция ухода от традиционных совместных семей к нуклеарным, как в других уголках мира. В 1990 году традиционные совместные семьи составляли маленький процент от всех индийских семей и в среднем имели более низкие доходы на душу населения. Отмечается, что совместные семьи по-прежнему сохраняются в некоторых районах и в определённых условиях. Отчасти это связано с культурными традициями, а отчасти с внешними факторами.

#### Брак по договорённости

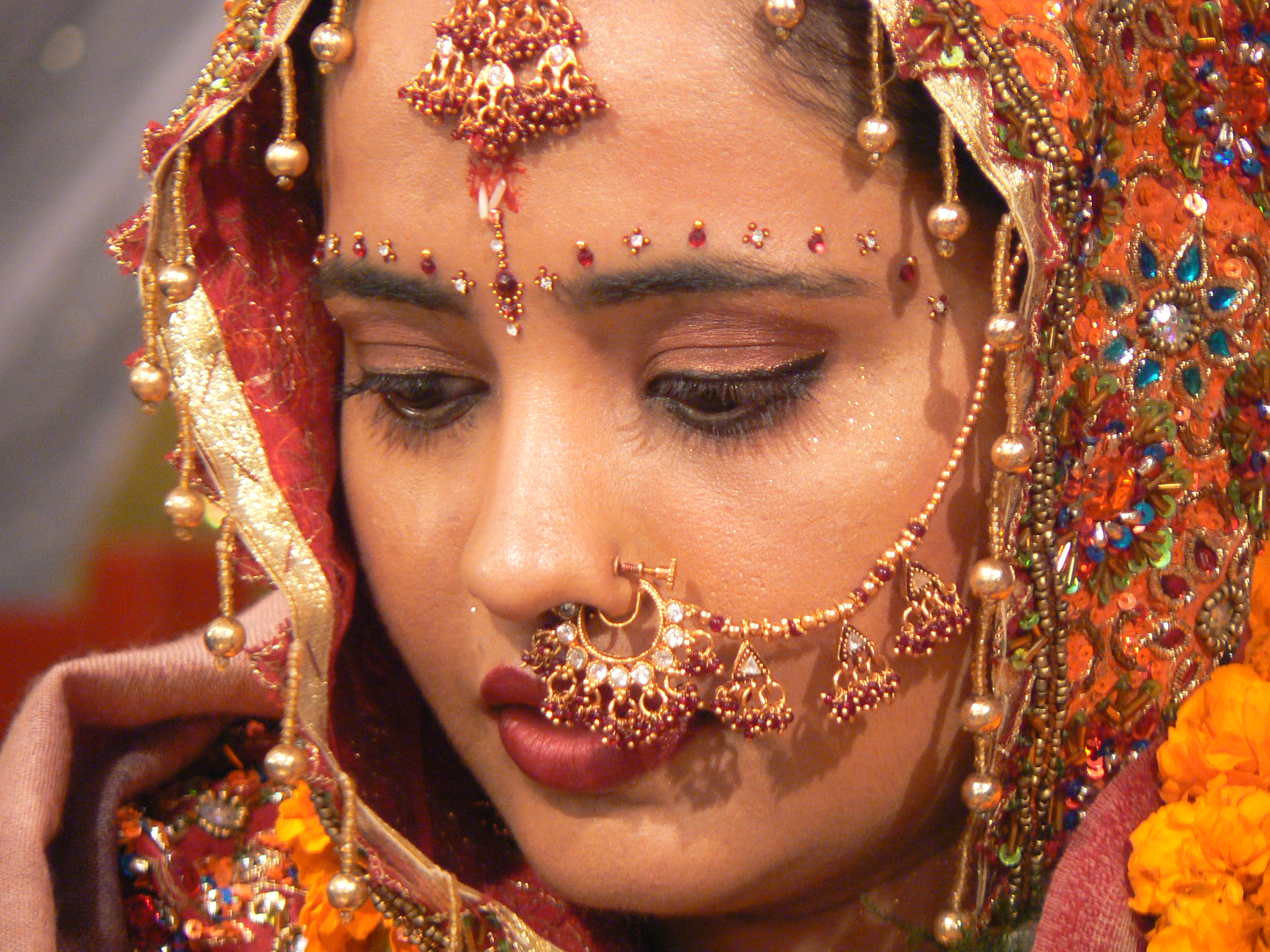
Невеста в Индии.

На протяжении веков браки по договорённости были традицией в индийском обществе, хотя мужчины и женщины всегда имели выбор, с кем они хотят заключить брак. В наше время большинство браков в Индии запланировано родителями пары или уважаемыми членами семьи, хотя и с согласия самих невесты и жениха.
В большинстве случаев семья невесты предоставляет приданое невесте для того, чтобы материально обеспечить её и её детей, если муж скоропостижно скончается. Исторически в большинстве семей наследство передавалось по мужской линии. В 1956 году индийское законодательство уравняло мужчин и женщин в праве наследования без юридического завещания. Индийцы всё больше и больше используют юридическое завещание для передачи наследства и собственности своим преемникам, причём за 2004 году им воспользовались около 20 % граждан Индии.
В Индии доля разводов очень низкая и составляет 1 %. Существует недостаток научных исследований об индийских браках, в которых будущее мужа и жены требуют более подробного анализа. Количество разводов в Индии растёт. Наиболее высокая доля среди городского населения. Около 80 % случаев инициаторами разводов являются женщины.
«Мнения по этому поводу разделились: приверженцы традиций считают, что это разрушит индийское общество, представители более современных взглядов полагают, что это улучшит положение индийских женщин и даст им новые возможности.»
Недавние исследования показали, что индийская культура уходит от традиции браков по договорённости. Banerji et al. опросили 41 554 семьи в 33 штатах и союзных территориях в Индии в 2005 году. Они обнаружили, что в Индии браки имеют тенденции, аналогичные наблюдаемым в Китае, Японии и других странах за последние 40 лет. Некоторое количество браков являются совершенно договорными без согласия. Исследование показало, что большинство индийских браков были договорными без согласия. Процент самодоговорных браков (так называют браки по любви в Индии) также имеет рост, особенно, в городах Индии. В статье 2006 года говорилось о том, что 10-20 % браков в городах Индии были самодоговорными.

### Приветствие
Намасте, Намаскар или Намаскара, или Намаскарам, Ванаккам (на тамильском языке), Номошкаар (на бенгальском языке), Номоскар (на ассамском языке) — общее произносимое при встрече приветствие или привет, хотя некоторые считают его уже старомодным. Намаскар считается немного более формальной версией, чем Намасте, но оба этих приветствия выражают глубокое уважение к тому, к кому оно адресовано. Такое приветствие обычно используют в Индии и Непале индусы, джайнисты и буддисты, и многие продолжают до сих пор использовать за пределами самого Индийского субконтинента. В индийской и непальской культурах Намасте употребляется как в начале письменного, так и устного общения, хотя, при отъезде прощающиеся демонстрируют друг другу сложенные вместе ладони, не произнося при этом каких-либо слов. Буквально это слово переводится как «Я Вам кланяюсь». Само слово Намасте происходит от санскритского намах, что означает «кланяться», «почтение», «почтительный привет» и «уважение», а те — «Вам». Как объяснили индийские исследователи, слово Намасте буквально переводится как «Благочестие (набожность) во мне кланяется благочестию (набожности) в тебе» или «Божественность во мне приветствует божественность в тебе». В большинстве индийских семей молодые мужчины и женщины обучены просить благословения у своих старших членов семьи с помощью почтительного поклона к ним. Этот обычай известен как Пранама.
Другие приветствия включают «Джай Шри Кришна» («Jai Shri Krishna»), «Рам Рам» и «Сат Шри Акал» («Sat Shri Akal») (в пенджабском языке используется сикхами), «Джай Джинендра» («Jai Jinendra») (общеупотребляемое приветствие во всём джайнистском сообществе), «Нама Шивайя» («Nama Shivaya»), «Джай Амбе» («Jai Ambe»), «Джай Шри Рам» («Jai Sri Ram»).

### Праздники

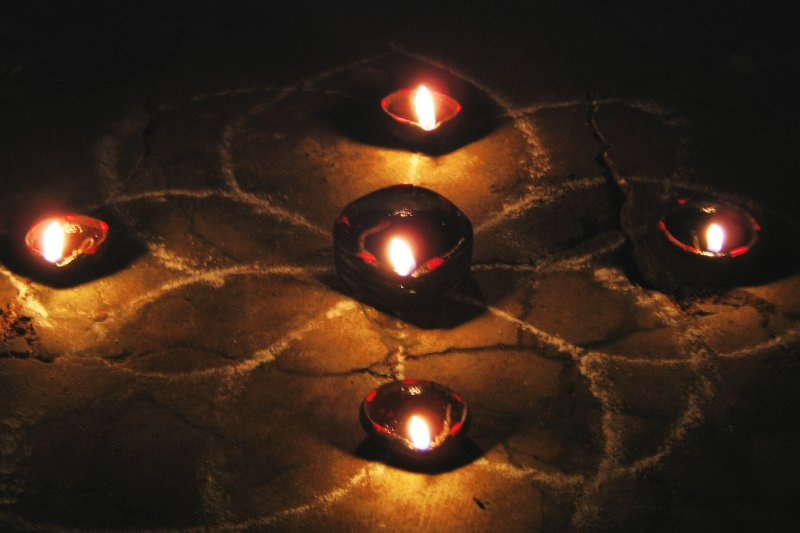
Индия, как страна с большим культурным разнообразием, имеет множество праздников, чьё количество превышает число календарных дней в году. С маленькими лампами и большой заботой отмечается праздник братьев и сестёр Karthigai в Южной Индии. В других частях Индии празднуются Bhaiya-Dhuj и Ракша-бандхан. Сёстры желают своим братьям счастья и угощают их сладостями, в то время как братья дарят им (сёстрам) подарки и обещают защищать их всю жизнь.

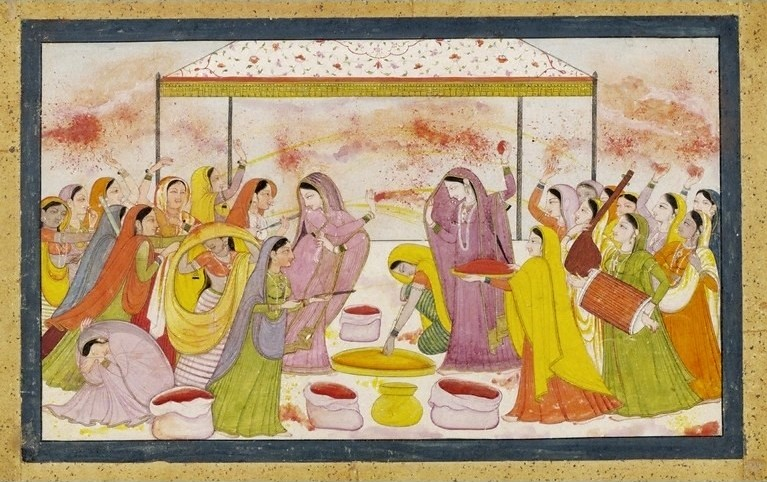
Радха и гопики, отмечающие Холи, известный как «праздник цвета».

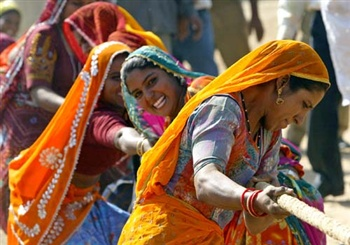
Перетягивание каната на Пушкарской ярмарке в Раджастхане.

Индия, будучи мультикультурной и мультирелигиозной страной, отмечает праздники разных религий. Четыре национальных праздника в Индии: День независимости Индии, День республики, День рождения Ганди, Первое мая отмечаются с большим размахом и энтузиазмом по всей Индии. Кроме того, многие индийские штаты и регионы имеют собственные праздники в зависимости от преобладающей религии и языка. Такие индусские праздники как: Наваратри, Дивали, Ганеша-чатуртхи, Дурга-пуджа, Холи, Угади, Ракша-бандхан и Dussehra — очень популярны в Индии. Несколько праздников урожая такие как Макара-санкранти, Понгал и Раджа Парба также довольно популярны.
Некоторые праздники в Индии одновременно отмечаются последователями разных религий. Яркий пример — Дивали, который одновременно празднуется индусами, джайнистами и сикхами, а Буддх Пурнима буддистами. Сикхские праздники, такие как Гуру-Нанак-Джаянти и Baisakhi отмечаются и сикхами, и индусами. Ещё большего разнообразия культуре Индии добавляет праздник Дри (Dree), который является одним из родовых праздников Индии, отмечаемый народом Апатани в долине Зиро, находящийся в самом восточном штате Индии Аруначал-Прадеш.
Ислам — вторая, по численности верующих, крупная религия в Индии (135 миллионов последователей). Исламскими праздниками в Индии, которые строго соблюдаются и объявлены как нерабочими днями, являются Ураза-байрам, Курбан-байрам, Маулид ан-Наби, Плач Муххарама и Shab-e-Barat. Некоторые индийские штаты объявили выходными днями наиболее популярные местные праздники, такие как Ночь предопределения, Arba’een и Jumu’ah-tul-Wida.
Христианство — третья по величине религия в Индии. В общей сложности в Индии проживает 23 млн христиан, из которых 17 млн — католики. Индия также является домом для многих христианских праздников. Страна отмечает Рождество Христово и Великую пятницу как каникулы.
Местные ярмарки также праздничны и общедоступны в Индии. Например, Пушкарская ярмарка — один из крупных рынков верблюдов в мире, а Сонепурская — одна из крупных ярмарок домашнего скота в Азии.

### Кухня

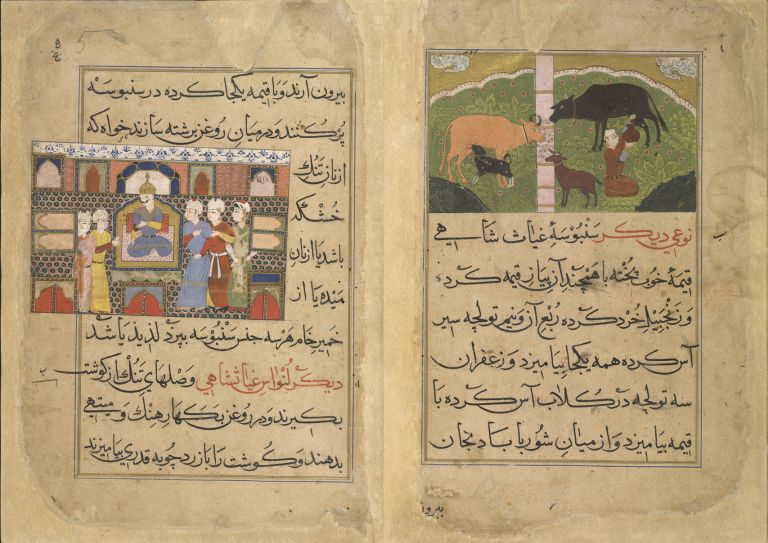
Нимматнама-и Насирудин-Шахи (Nimmatnama-i Nasiruddin-Shahi) (книга рецептов), написанная примерно в 1500 году, наглядно показывает посредством иллюстраций приготовление kheer — индийского молочного десерта. Тщательно выбранные коровы, дающие молоко отличного качества, за счёт того, что едят сахарный тростник — одно из главных условий для приготовления лучшего kheer.

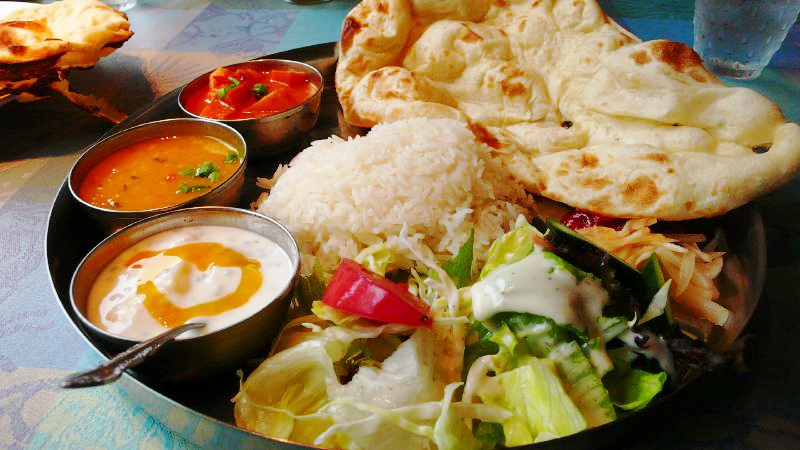
Индийский thali с лепёшкой наан, далом, raita, shahi paneer, и салатом.

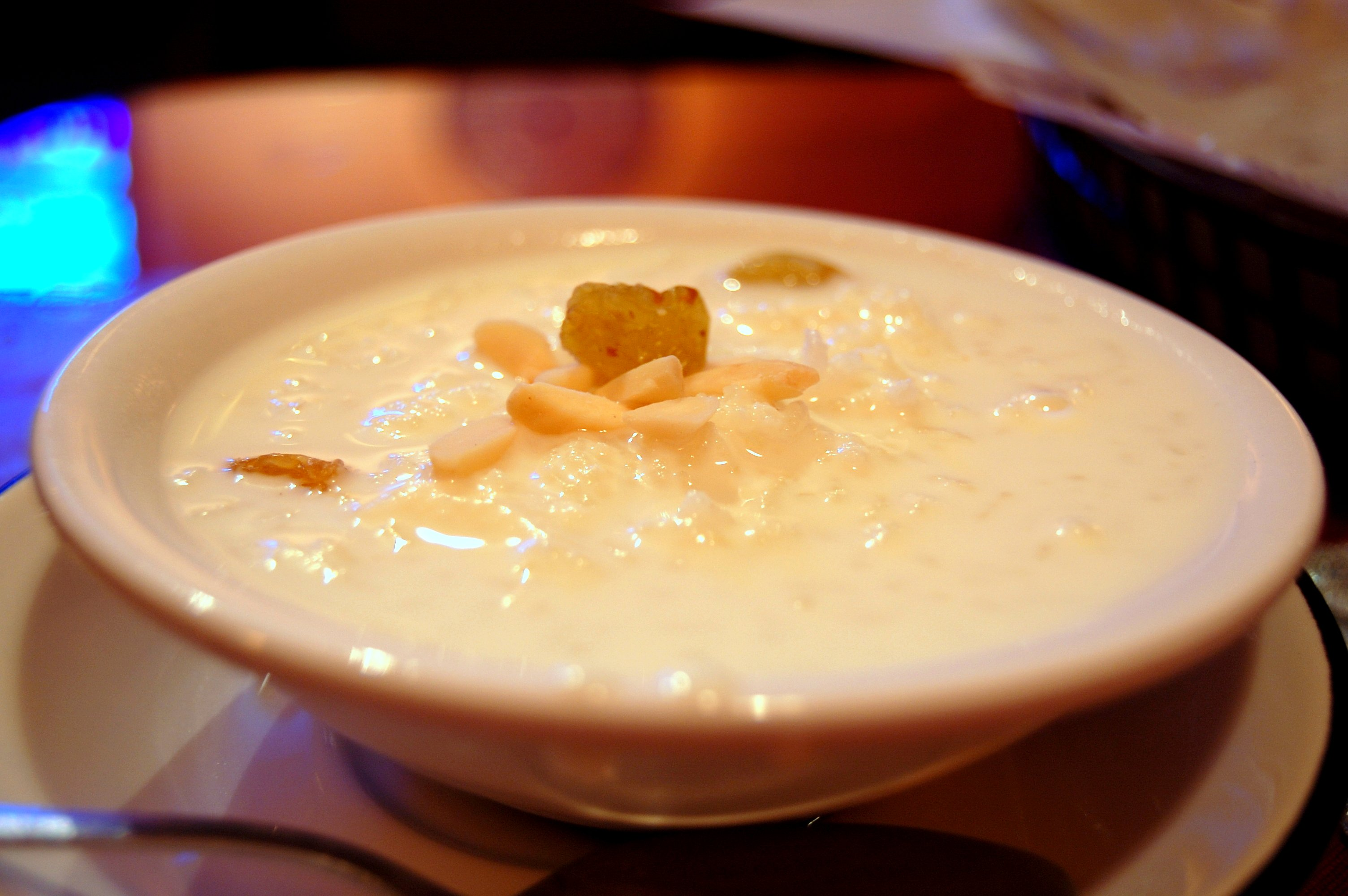
Kheer — традиционный индийский десерт.

Пища — неотъемлемая часть любой человеческой культуры. Чанг отмечает, что значение еды в человеческой культуре лежит в её бесконечной изменчивости: изменчивость, которая несущественна для выживания разновидностей. Человеку, где бы он ни был, для выживание требуется всего лишь простая пища. Но человеческие культуры, на протяжении веков, экспериментируют, изобретают и развивают изощрённые кухни. Кухни становятся более, чем просто источником питания, они отражают человеческие знания, культуру, искусство и выражение любви.
Индийская еда — разнообразна, как и сама Индия. Индийские кухни используют большое количество ингредиентов, развёртывают широкий ассортимент приготовленной пищи, кулинарной техники и подношения. От салатов к соусам, от вегетарианских блюд к мясным, от острых специй к мягким пряностям, от хлебов к десертам, индийская кухня неизменно сложна. Гарольд Мак Ги пишет: «Ни одна страна на земле не может сравниться с Индией по изобразительности в использовании молока, как важного компонента блюд».

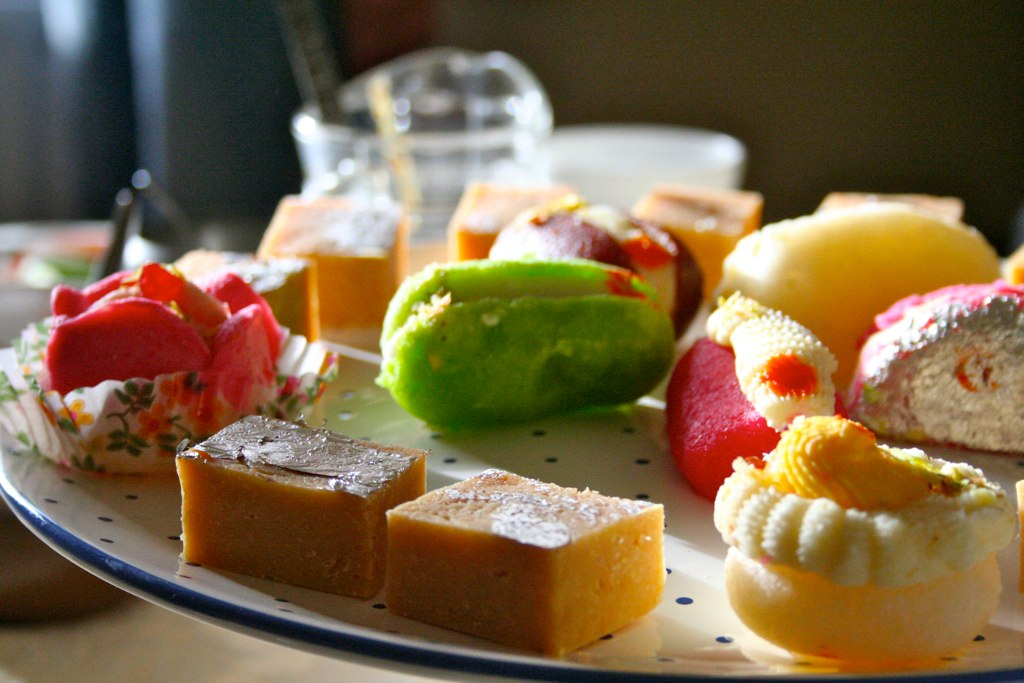
Некоторые индийские десерты имеют сотни вариантов. В определённых частях Индии существуют сладости, которые называют mithai. Сахар и десерты имеют долгую историю в Индии: примерно к 500 году до н. э., индийцы развивали технологии получения сахарных кристаллов. На местном языке эти кристаллы называются khanda (खण्ड), от которого произошло английское слово candy (конфета).

По словам Санджива Капура, члена Международной Кулинарной Группы Сингапурских Авиалиний, индийская еда уже давно является выражением мировой кухни. Капур утверждает: «Если бы Вы заглянули в индийскую историю и увидели какую еду ели наши предки, то Вы заметите как много уделялось внимания планированию и приготовлению пищи. Великая мысль была отдана вкусу и структуре каждого блюда.».
Существует одна историческая запись, такая как Mānasollāsa, (санскрит: मानसोल्लास, Восхищение ума), в которой говорится о необходимости менять кухню и еду в зависимости от времени года, разные методы приготовления, лучшие ароматные смеси, чувство разной еды, планирование и стиль трапезы среди прочих вещей.
Индия известна своей любовью к еде и специям. Индийская кухня меняется от религии к религии, отражая при этом местную продукцию, культурное разнообразие, многообразное население страны. Индийскую кухню можно разделить на пять категорий: северную, южную, восточную, западную и северо-восточную. Разнообразие индийской кухни характеризуется различным использованием многих специй и трав, широким ассортиментом рецептов и кулинарных техник. Хотя значительная доля индийской кухни — вегетарианская, многие традиционные индийские блюда включают курятину, козлятину, ягнятину, рыбу и другие виды мяса. Рыбная кухня является обычной для восточных штатов, особенно, для Западной Бенгалии.
Несмотря на это многообразие, существует объединяющая нить. Разные способы использования специй являются неотъемлемой частью определённых приготовлений, которые используются для усиления запаха блюд и создание неповторимых ароматов. На кухню по всей Индии также повлияли различные культурные группы, которые приходили в Индию в течение всей её истории, такие как персы, моголы и европейские колонизаторы.
Индийская кухня — одна из наиболее популярных кухонь во всём мире. В большинстве индийских ресторанов, находящиеся за пределами самой Индии, меню не содержит огромного многообразия индийских блюд: в большинстве случаев на стол подают блюда из пенджабской кухни (например, куриная Тикка Масала — очень популярное блюда в Великобритании). Существуют рестораны, которые специализируются на кухнях из прочих регионов Индии, хотя таких мало и они далеки друг от друга. Исторически индийские специи и травы — одни из главных предметов поиска других цивилизаций после торговли товаров. Дорога специй между Индией и Европой привела к росту и господству арабских торговцев до такой степени, что европейские исследователи, такие как Васко да Гама и Христофор Колумб, отправились искать новые торговые пути в Индию, что привело к началу Великим географическим открытиям. Популярность карри по всей Азии, чья родина — Индия, нередко приводило к тому, что это блюдо называли «паназиатским».
Кухня в регионах Индии продолжает развиваться. Сплав восточно-азиатского и западного методов готовки с традиционными кухнями, вместе с местными вариантами фастфуда, занимают видное место в крупных городах Индии.

### Отношение к животным

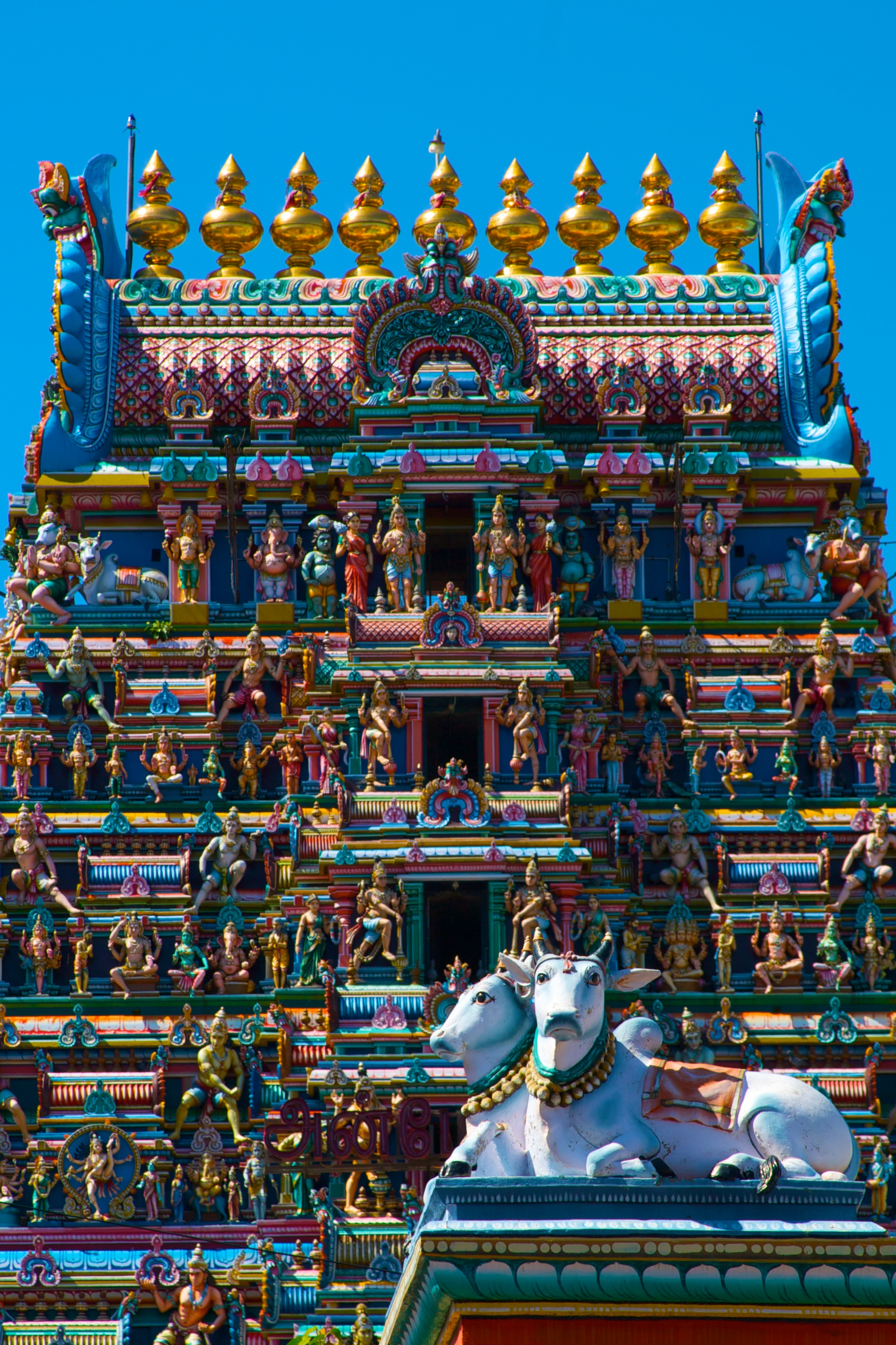
Коровы, изображённые на фоне украшенного гоппурама храма Капалишварар в Ченнаи

Разнообразная и богатая природа Индии сильно повлияла на народную культуру её регионов. Общее название дикой непроходимой местности в Индии — джунгли. Это слово впоследствии было адаптировано британскими колонизаторами в английский язык, после чего оно распространилось и в другие языки. Это слово также стало известным благодаря произведению Редьярда Киплинга «Книга джунглей». Индийская природа была предметом многочисленных сказок и басен, таких как Панчатантра и Джатаки.
В индуизме корова рассматривается как символ Ахимсы (ненасилия), Богиня-мать и приносящая счастливую судьбу и богатство. По этой причине коровы в индийской культуре почитаемы и кормление коровы понимается как акт поклонения.
По состоянию на январь 2012 года, коровы остаются главной темой споров в Индии. В некоторых штатах Индии были приняты законы по защите коров, в то время как в других штатах не запрещено производство и потребление говядины. Некоторые группы граждан выступают против забоя коров, тогда как другие индийцы утверждают, что в условиях демократии употребление в пищу того или иного мяса должно зависеть от личного выбора каждого. В январе 2012 года в штате Мадхья-Прадеш был принят закон «Gau-Vansh Vadh Pratishedh (Sanshodhan) Act», в котором говорится, что забой коровы является серьёзным преступлением. В Гуджарате в октябре 2011 года был принят закон об охране животных «Animal Preservation Act», который запрещает убийство коров, а также покупку, продажу и транспортировку говядины. Резкий контраст к этому: разрешение забоя рогатого скота при наличии специального сертификата. В штатах Западная Бенгалия и Керала потребление говядины не является преступлением. Значительное число индусов так или иначе употребляют говядину в пищу и утверждают, что их священные тексты, такие как Веды, не запрещают её есть. В южном штате Керала, например, говядина является почти половиной из всех видов мяса употребляемой в пищу всеми сообществами, включая индусов. Социологи заключают, что широкое потребление мяса коровы в Индии происходит потому, что оно наиболее дешёвое и по карману бедным слоям населения, в отличие от ягнятины и курятины, которые сто́ят по розничным ценам в два раза дороже. По этой причине после того, как Индия стала независимой в 1947 году, наблюдался более стремительный рост потребления говядины, чем других видов мяса. В настоящее время Индия — один из пяти крупных производителей и потребителей мяса рогатого скота в мире. В то время, как такие штаты, как Мадхья-Прадеш, принимают местные законы по защите коров от жестокого обращения, другие индийцы утверждают: «Если реальное стремление — защитить животных от жестокости, тогда почему особо выделяют корову, когда как сотни животных подвергаются насилию?».

### Религии и духовность

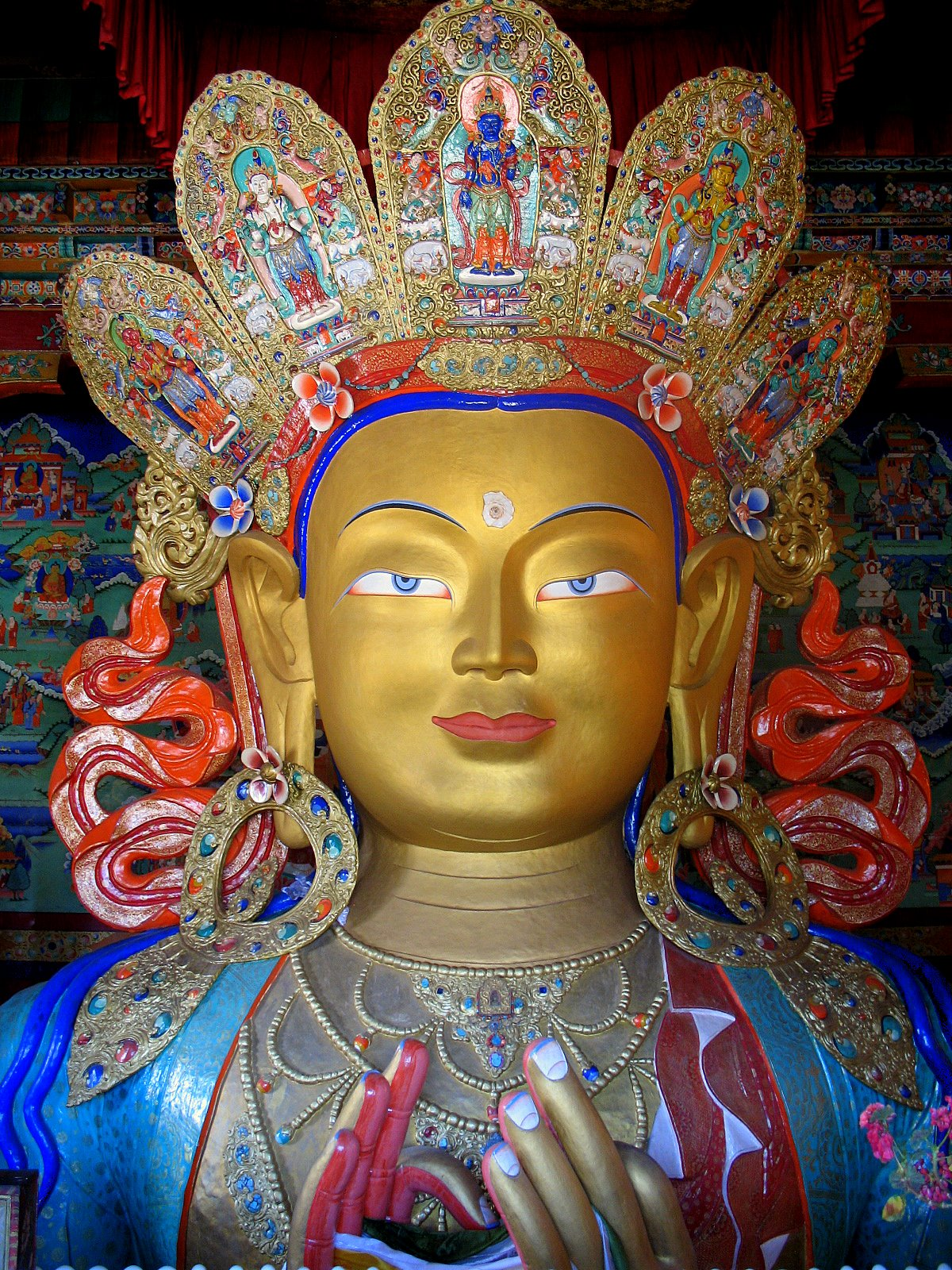
Майтрея из монастыря Thikse в Ладакхе, Индия. Дхармические религии, такие как индуизм и буддизм, являются традиционными для Индии.

Индия является местом зарождения индуизма, буддизма, джайнизма и сикхизма, которые известны всему миру как индийские религии. Индийские религии, также известные как дхармические, являются крупными религиями наряду с авраамическими. Сегодня индуизм и буддизм являются третьей и четвёртой по численности верующих религиями в мире: количество последователей превышает 2 миллиарда человек и возможно достигает 2,5 или 2,6 млрд человек. Индия — одна из наиболее многообразных, в религиозном плане, стран мира, с некоторыми глубоко религиозными обществами и культурами. Религия по-прежнему играет главную и определяющую роль в жизни многих её жителей.
По данным переписи населения 2001 года индуизм исповедают 80 % населения, а ислам около 13 %. В Индии также проживают более 23 миллионов христиан, свыше 19 млн сикхов, примерно 8 млн буддистов и около 4 млн джайнистов. Буддизм, джайнизм и сикхизм оказали влияние не только на Индию, но и на весь мир. Христианство, зороастризм, иудаизм и последователи бахаи также оказали влияние, но их численность небольшая. Атеизм и агностицизм тоже оставили существенный след в индийской культуре вместе с теми, кто причисляет себя к терпимости к другим людям.
Индуизм имеет много школ, каждая из которых имеет собственное мировоззрение. Например, по данным Йоги-Васиштхи — духовный текст школы Адвайты в индуизме, ценности освобождённых (хинди: जीवन्मुक्ति), будучи самореализованных людей, возможно, подведено как следующее: «Удовольствия не восхищают его, а боли не беспокоят. Хотя он занят мирскими делами, он не привязан к чему-либо. Он озабочен внешне, но спокоен внутри. Он чувствует себя свободным от запретов священных писаний, обычаев, эпохи, касты или вероисповедания. Он счастлив, но его счастье не зависит от чего-либо. Он не чувствует себя нуждающимся, гордым, взволнованным, обеспокоенным, подавленным или восторженным. Он полон сострадания и прощения даже к тем, кто считает его вредным. Он делает правильные вещи, независимо от трудностей. Он терпелив, устойчив и в его сердце нет зла. Он свободен от заблуждений, он ничего так страстно не желает. Его чувство свободы исходит от духа исследования. Плоды его исследования — его сила, ум, действенность и точность. Он поддерживает компанию мудрых и просвещённых личностей. Он удовлетворён.»
В Индии есть важные исторические беседы на предмет понятия, уместности, существования и отсутствия бога. Дхармакирти, например, в VII веке написал в Праманаварттикаме:

वेद प्रामाण्यं कस्य चित् कर्तृवादः स्नाने धर्मेच्छा जातिवादाव लेपः|

संतापारंभः पापहानाय चेति ध्वस्तप्रज्ञानां पञ्च लिङगानि जाड्ये||

Вера, что Веды — это норма (святая или божественная), вера в Творца для мира,

Купание в святой воде для получения пуньи, имеющее гордость (тщеславие) о своей значимости,

Выполнение епитимии, чтобы избавиться от грехов,

Это и есть пять признаков потери собственного здравомыслия.

## Имена и языки
Индийские имена основаны на разнообразии систем и именования вещей, которые изменяются от религии к религии. Имена подверглись влиянию религии и каст и, возможно, пришли из индийского эпоса. Население Индии говорит на большом количестве языков, например, таких как: ангика, ассамский, beary bashe, бенгальский, бходжпури, бодо, чхаттисгархи, догри, английский, гаро, гуджарати, хинди, каннада, кашмирский, кхаси, кокборок, конкани, магахи, майтхили, малаялам, манипури, маратхи, мизо, непальский, ория, панджаби, санскрит, сантали, синдхи, тамильский, телугу, тулу, урду.

Санскрит, вне зависимости от его древности, имеет удивительное строение, он более совершен, чем древнегреческий, более богат, чем латинский, более изысканный и чистый, чем какой-либо, ещё имеет сильное сходство с этими двумя языками: в корнях глаголов и грамматике, и это не случайно: связь с ним настолько близка, что ни один филолог не мог бы исследовать их все три, не зная факта, что они произошли от одного источника, который, возможно, уже не существует; существует подобный пример, хотя и не столь сильный, можно предположить, что готский и кельтский языки, хотя и смешаны со многими различными идиомам, имели общее происхождение с санскритом [...]— Сэр Уильям Джонс, 1786
Ригведийский язык — один из наиболее старейших подтверждений любого индоарийского языка, и один из наиболее ранних известных языков индоевропейской семьи. Открытие санскрита ранними европейскими исследователями Индии привели к развитию такой области лингвистики, как сравнительно-историческое языкознание. Учёные XVIII века были поражены сильным сходством санскрита с классическими языками Европы в грамматике и лексике. После установления этого факта последовали серьёзные научные исследования, которые пришли к выводу о том, что санскрит и многие производные от него индийские языки принадлежат одной языковой семье, которая также включает такие языки, как английский, французский, немецкий, итальянский, испанский, кельтский, русский, армянский, персидский, тохарский и другие языки индоевропейской семьи.
Развитие языка в пределах Индии можно охарактеризовать тремя периодами:
старый,
средний,
современный индоарийский.
Классической формой старого индоарийского языка был самскрта, что в переводе означает — изысканный, культурный, правильный, в отличие от пракрты (им. п. — пракрта) — язык, на котором говорили мигрировавшие массы людей, чьё развитие характеризовалось изменениями структуры, грамматики и правильного произношения языка, после того как носители этого языка смешались и осели в новых землях, где они заимствовали слова у других народов. Пракрта стала средним индоарийским языком, ведущий к пали — языку ранних буддистов и эпохи императора Ашоки 300—200 годы до н. э., к пракриту — языку джайнских философов, к апабхрамше — языку, незаметно перешедший в последнюю стадию среднего индоарийского языка. Апабхрамша развился, впоследствии, в хинди, гуджарати, бенгальский, маратхи, панджаби и во многие другие языки, которые сейчас используют на севере, востоке и западе Индии. Таким образом, видна непрерывная трёхтысячелетняя языковая история, запечатлённая и сохранённая в литературных произведениях. Это позволяет учёным следить за развитием языка и наблюдать какими изменениями, едва заметными из поколения к поколению, подвергся первоначальный язык, развившись в следующие языки.
Хинди, на котором говорит большая часть населения Индии, является «санскритизированным стилем» диалекта кхари-боли. Кроме того, все современные индоарийские, дравидийские и языки мунда, заимствовали много слов либо непосредственно из санскрита (слова татсама), либо косвенно, через средние индоарийские языки (слова тадбхава). Слова, возникшие в санскрите, по грубым подсчётам составляют 50 % лексики современных индоарийских языков и литературных форм дравидийских языков, таких как: телугу, малаялам и каннада.
Часть восточных индоарийских языков и бенгальский язык произошли от средних индийских языков, чьи корни восходят к V веку до н. э. к языку ардхамагадхи.
Тамильский язык — один из главных индийских классических языков, происходит от прадравидских языков, на которых говорили в третьем тысячелетии до н. э. на Индийском субконтиненте. Тамильская литература существует уже более двух тысяч лет, а ранние эпиграфические записи датируются третьим веком до н. э.
Первые эпиграфические записи языка каннада датируются серединой первого тысячелетия н. э., а литературный язык старого каннада имел наивысший подъём в IX—X веках н. э. в период династии Раштракута. Некоторые полагают, что разговорный каннада даже старше, чем тамильский язык, из-за существующих в языке слов, которые имеют примитивные формы, чем тамильский. Праканнада (Pre-old Kannada или Purava HazheGannada) был языком Банаваси в начале н. э. и периодов династий Сатавахана и Кадамба, и, следовательно, имеет более двухтысячелетнюю историю. В надписях Ашоки, которые были найдены в Брахмагири (датируются 230 годом до н. э.), есть слово, которое принадлежит языку каннада.
В Индии помимо индоевропейских и дравидийских языков говорят на австроазиатских и тибето-бирманских языках. Геномные исследования этнических групп Индии показали, что австроазиатские племена, возможно, были первыми поселенцами в Индии. Существование языков Индии и её культурного сплава возможно благодаря не только крупномасштабным переселениям индоариев из Центральной Азии и Западной Евразии через северо-запад, но и как показали геномные исследования, давным-давно в Индию также пришло большое количество переселенцев тибето-бирманского происхождения со стороны северо-востока. Однако, геномные исследования фиксирующих индексов расстояния (Fixation index distances) показали, что северо-восточные Гималаи были препятствием для человеческой миграции и смешения за последние 5 000 лет. В этой части Индии говорят на австроазиатских (например, язык кхаси) и тибето-бирманских языках (например, язык ниши).
По данным переписи населения за 2001 год, хинди — наиболее используемый язык в Индии, далее следом идут бенгальский, телугу, маратхи, тамильский и урду.

## Языки и литература

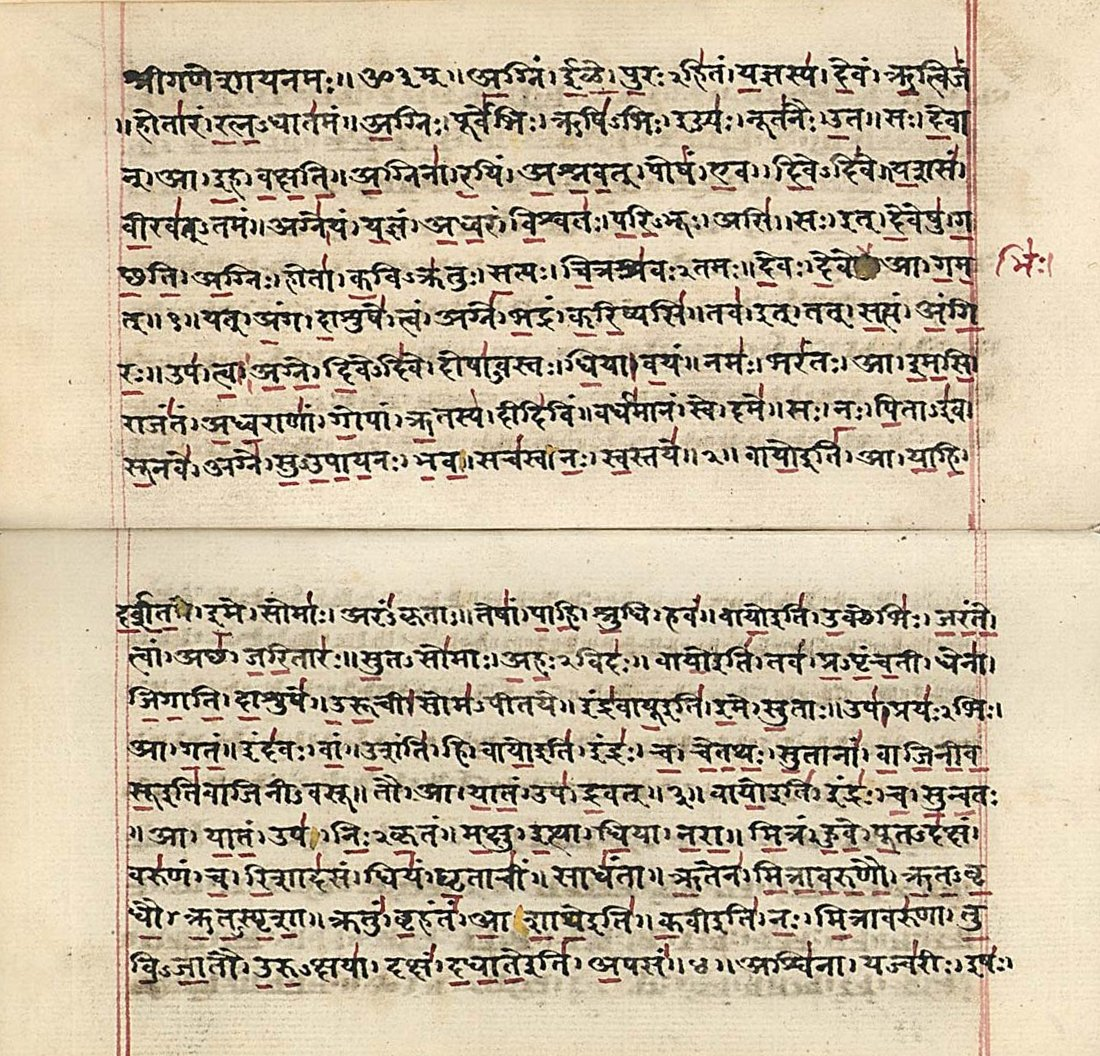
Риг-веда (Самхита) — рукопись, написанная на деванагари, начало XIX века. После переписи благословения («śrīgaṇéśāyanamaḥ ;; Aum(3) ;;»), первая строка имеет начальные слова RV.1.1.1 (agniṃ ; iḷe; puraḥ-hitaṃ ; yajñasya; devaṃ ; ṛtvijaṃ). Ведийский акцент отмечен подчёркиваниями и красными вертикальными линиями.

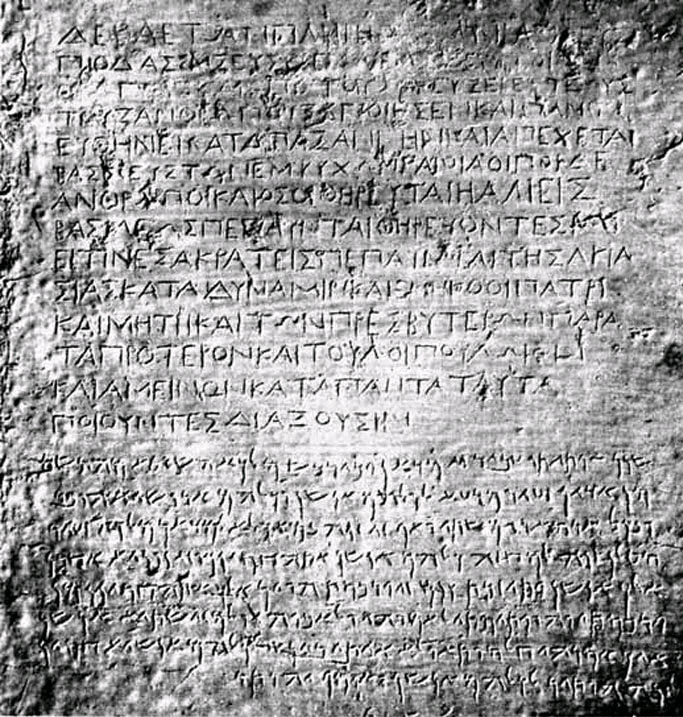
Литературная запись, в которой говорится, что Индия взаимодействовала с языками других древних цивилизаций. Эта надпись от индийского императора Ашоки, выбитая на камне приблизительно в 250 году до н. э., была обнаружена в Афганистане. Надписи на древнегреческом и арамейском языках, с идеей ненасилия в отношении людей и всех живущих существ, как доктрина Эвсебия — духовная зрелость.

Санскрит сильно повлиял на языки и литературу Индии.
Тамильский язык — один из главных индийских классических языков, а тамильская литература существует уже более двух тысяч лет; ранние эпиграфические записи датируются третьим веком до н. э.
Первые эпиграфические записи языка каннада датируются серединой первого тысячелетия н. э., а литературный язык старого каннада имел наивысший подъём в IX—X веках н. э. в период династии Раштракута.
В Индии существует две основные премии, присуждаемые за успехи в современной индийской литературе — Sahitya Akademi Fellowship и Джнянпитх. 8 наградами премии Джнянпитх были удостоены писатели, пишущие на языке каннада, 6 на языке хинди, 5 на бенгальском языке, 4 на языке малаялам, 3 на языке маратхи, гуджарати, урду и ория, 2 на ассамском, тамильском и языке телугу.

### Эпосы

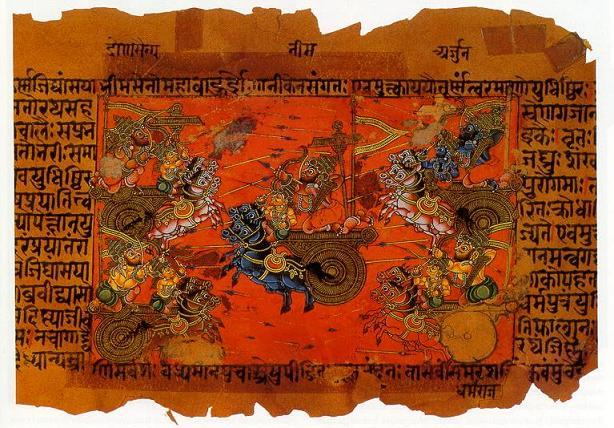
Рукопись с иллюстрацией Битвы на Курукшетре.

Рамаяна и Махабхарата — самые известные древнеиндийские эпосы, написанные на санскрите. Разные версии этих эпосов были приняты как эпосы Юго-Восточных азиатских стран, таких как Таиланд, Малайзия и Индонезия. Рамаяна содержит 24 000 стихов в семи книгах (kāṇḍas) и 500 канто (sargas) и рассказывает историю Рамы (воплощение или Аватара индуистского бога-спасителя Вишну), чья жена Сита была похищена демоном Равана, повелителем Ланки. Этот эпос сыграл главную роль в становлении роли дхармы как основной идеал ведущей силы для индуистского жизненного пути.
Ранние тексты Махабхараты датируются 400 годом до н. э. и предположительно достигли своей конечной формы в IV веке н. э. в начале эпохи существования государства Гуптов.
Другие версии этих эпосов, а также несвязанные с ними литературные произведения, включают в себя тамильский Рамаватарам (Ramavataram), на языке каннада Пампа Бхарата (Pampa Bharata), на языке хинди Рамачаритаманаса и на языке малаялам Адхьятхмарамаянам (Adhyathmaramayanam). Кроме того, у этих двух великих древнеиндийских эпосов существует 4 главные поэмы на классическом тамильском языке: Силаппатикарам (Silappatikaram), Манимекалай (Manimekalai), Чивака Чинтамани (Civaka Cintamani), Валаяпатхи (Valayapathi).
- Эпос об Акхите

## Исполнительное искусство

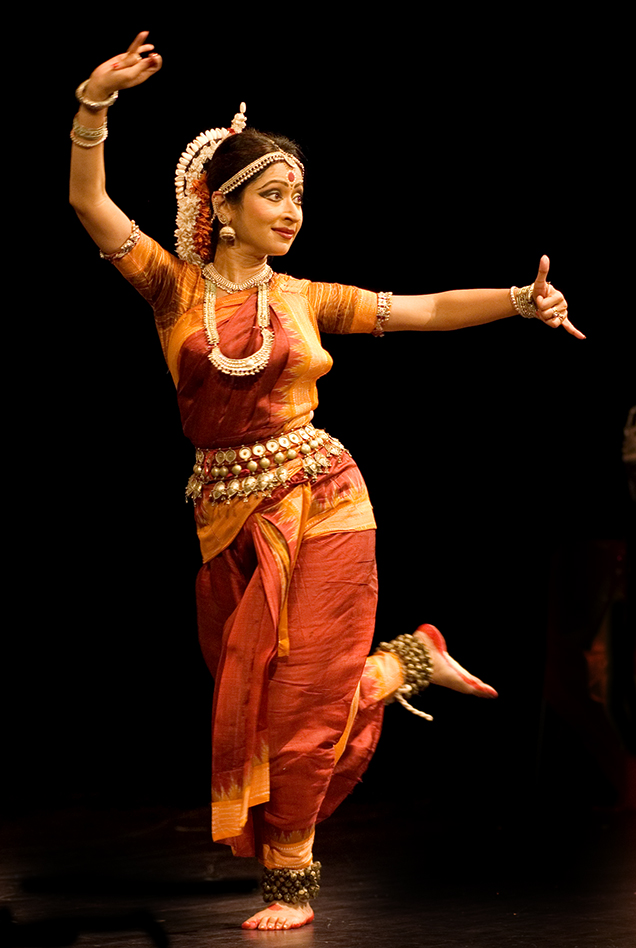
Исполнительница танца Одисси

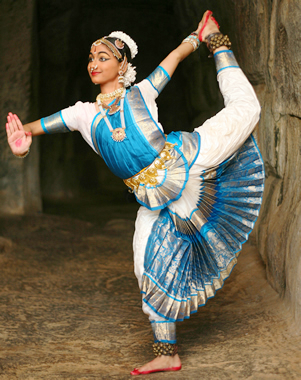
Бхаратанатьям — один из восьми классических индийских танцев

### Танцы
Пусть драма и танец (Nātya, नाट्य) будут пятым ведийским священным писанием. В сочетании с эпосом, стремящийся к добродетели, богатству, радости и духовной свободе, он должен содержать в себе значение каждого священного писания и быть впереди каждого искусства.— Первая глава Натья-шастры, между 200 годом до н. э. и 200 годом н. э.
В Индии всегда было тёплое и трепетное отношение к искусству танца. Натья-шастра (Наука танца) и Абхиная Дарпана (Abhinaya Darpana) (Отражение жеста) — два сохранившихся произведения на санскрите. Возраст обоих оценивается в 1700—2200 лет.
По словам Рагини Дэви (Ragini Devi), индийское искусство танца, как учение в этих двух древних книгах, является выражением внутренней красоты и божественного в человеке. Это — отточенное искусство, которое не оставляет шанса на ошибку: каждый жест стремится передать идеи, каждое выражение лица — эмоции.
Индийский танец включает в себя 8 классических форм, многие из которых имеют элементы из индийской мифологии. 8 классических форм признаны Национальной академией музыки, танца и драмы Индии (India’s National Academy of Music, Dance, and Drama) как классические индийские танцы, которыми являются: бхаратанатьям штата Тамилнад, катхак штата Уттар-Прадеш, катхакали и мохини-аттам штата Керала, кучипуди штата Андхра-Прадеш, якшагана штата Карнатака, манипури штата Манипур, одисси штата Орисса, sattriya штата Ассам.
Кроме того, в индийских регионах официальные танцы имеют устойчивые формы и народные танцевальные традиции. Наиболее известными региональными народными танцами являются: bhangra региона Пенджаб, bihu штата Ассам, zeliang штата Нагаленд, chhau  штата Джаркханд, qauwwalis, birhas и charkulas штата Уттар-Прадеш,  jat-jatin и saturi штата Бихар, одисси штата Орисса, ghoomar штата Раджастхан, dandiya raas и garba штата Гуджарат,  kolattam штата Андхра-Прадеш, якшагана штата Карнатака, lavani штата Махараштра и deknni штата Гоа.
Недавно в Индии начали проводить программы по применению международных танцев в крупных городах страны, а также, благодаря христианской общины штата Керала, внедряются новые формы в индийские классические танцы, чтобы таким образом можно было рассказывать истории из Библии.

### Драма и театр

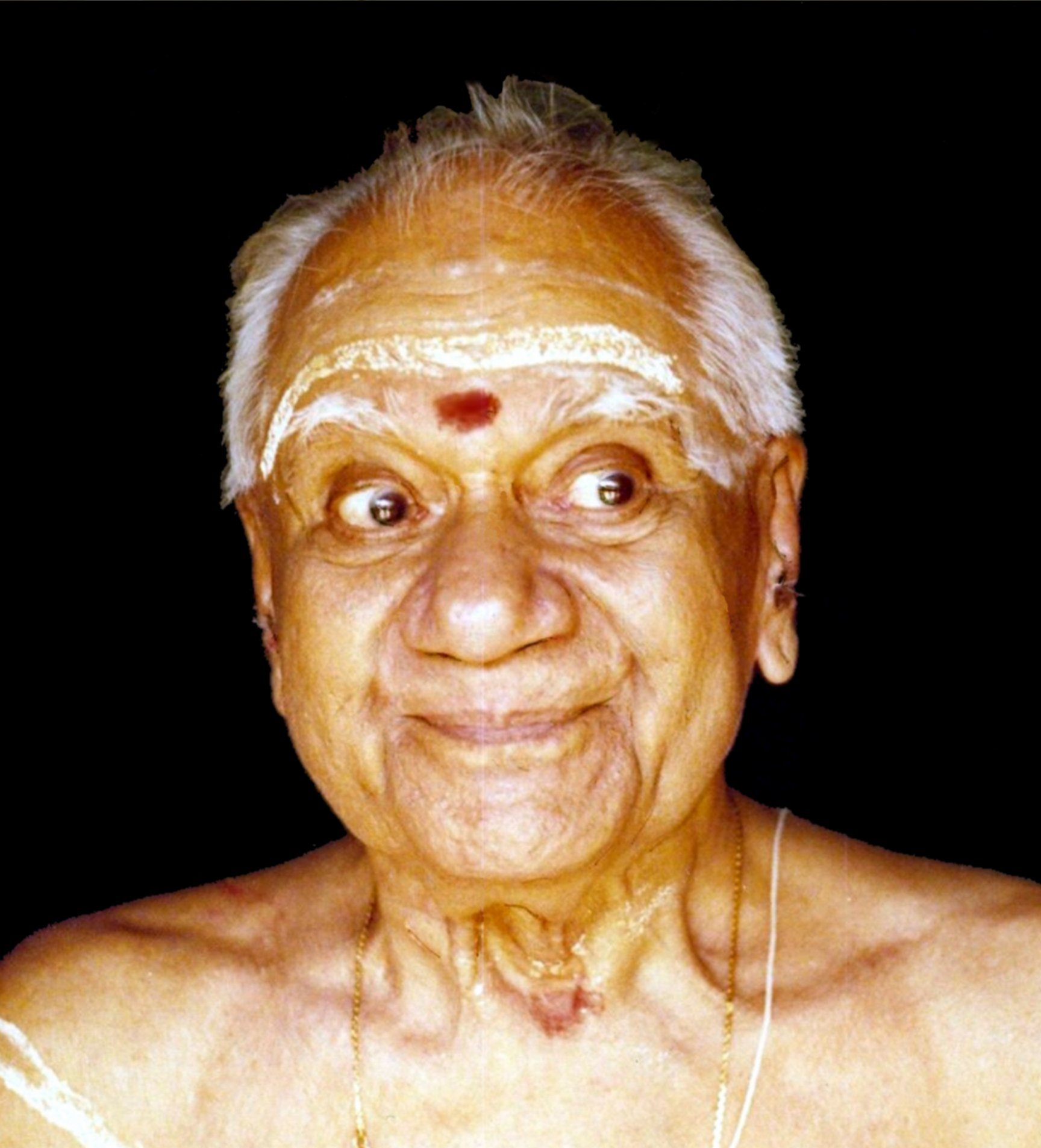
Мани Мадхава Чакьяр исполняет Срингару расу (Sringāra rasa) в Кудияттаме. Раса обозначает необходимое умственное состояние и является господствующей эмоциональной темой работы искусства или важным чувством, которое побуждается в личности, когда она рассматривает, читает или слушает такую работу.

Индийская драма и театр имеют длительную историю, как индийская музыка и танцы. Пьесы Калидасы, такие как Шакунталы и Мегхадуты являются одними из самых старейших драматических произведений после трудов Бхасы. Одной из самых старейших театральных традиций Индии, доживших до наших дней, является Кудияттам из Кералы, которой насчитывается уже 2000 лет. Кудияттам — разновидность индуистского санскритского театра, которая строго следует Натья-шастре. Натьячарья Мани Мадхава Чакьяр (Nātyāchārya Māni Mādhava Chākyār) — человек, получивший большие заслуги за возрождение многовековых драматических традиций и спасение их от вымирания. Он начал играть такие пьесы Калидасы как Абхиджняна-Шакунтала, Викраморваши, Малавикагнимитрам, также Бхасы — Svapnavasavadatta и Pancharātra, Харши — Нагананда.

### Музыка
Музыка — неотъемлемая часть индийской культуры. В Натья-шастре — произведении на санскрите, которому уже 2000 лет, описываются пять систем таксономии в классификации музыкальных инструментов. Одна из этих древних систем делит музыкальные инструменты на четыре основных источника вибрации: струны, мембраны, тарелки (кимвалы), дудение. По словам Рейз Флоры (Reis Flora) эта система похожа на западноевропейскую теорию органологии. Археологи сообщили о находке в Санкарджанге (Sankarjang), в штате Орисса, которой насчитывается 3 000 лет, это был искусно отточенный базальтовый литофон, состоящий из 20 пластин.
Наиболее старейшим, сохранившийся до наших дней, пример индийской музыки — это мелодии Сама-веды (1000 год до н. э.), которые по-прежнему исполняются в определённых ведийских жертвоприношениях Шрауты, — это самые ранние индийские музыкальные гимны. Сама-веда предлагала тональную структуру, состоявшую из семи нот, которые идут в порядке убывания: Крушт, Пратхам, Двития, Трития, Чатуртх, Мандра, Атисвар. Все они относились к нотам флейты, так как только этот инструмент имел фиксированные частоты. Сама-веда и другие индуистские тексты в значительной степени повлияли на индийскую классическую музыку, которая известна сегодня в двух отличных друг от друга стилях: карнатакская и хиндустанская классическая музыка. Карнатакская и хиндустанская музыкальные системы основаны на Раге, исполняемая в ритмичном цикле, известный как Тала. Эти принципы были усовершенствованы в Натья-шастре (200 год до н. э.) и Даттиламе (300 год н. э.).
В настоящее время индийская музыка включает в себя многочисленные варианты религиозной, народной, популярной и эстрадной музыки.
Наиболее видные современные стили индийской музыки — фильмовая (filmi) и индийская поп-музыка (Indipop). Фильмовая музыка относится к широкому рангу музыки, написанной и исполненной специально для индийского кинематографа, преимущественно для Болливуда, и насчитывает более 70 % от всех продаж музыкальных произведений в стране. Индийская поп-музыка — один из наиболее популярных стилей современной музыки в Индии, который является сплавом индийской народной и классической музыки с западной или западной с суфийской.

## Изобразительное искусство

### Живопись

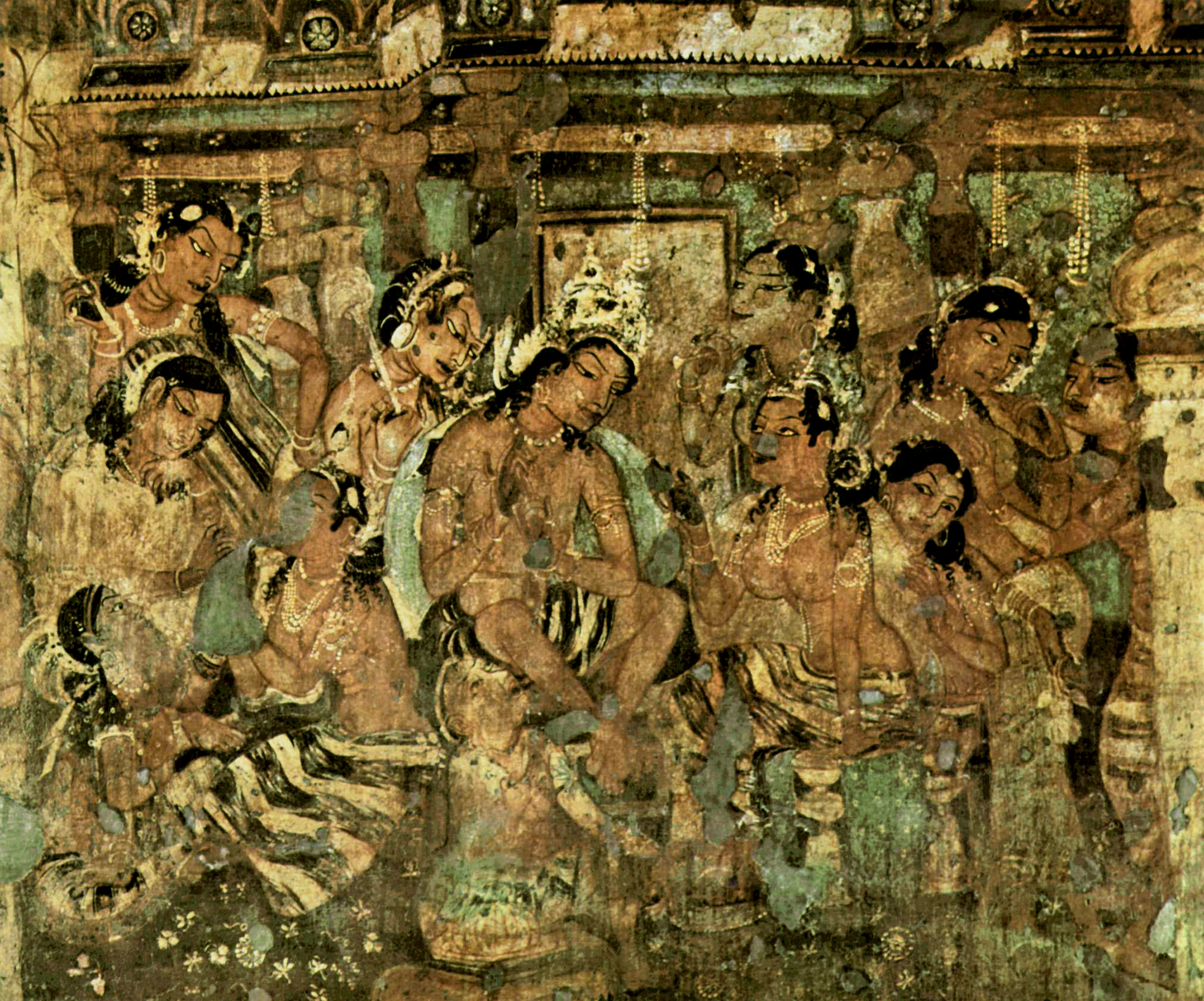
Джатаки из Аджанты.

Ранней индийской живописью можно считать наскальные рисунки первобытного времени. Петроглифы были общими для всех родовых племён и рисовались в дверных проёмах, а также в помещениях, где проживали гости. Пещерная живопись из Ajanta, Bagh, Эллоры и Sittanavasal, а также храмовая живопись, свидетельствуют о любви к натурализму. Наиболее ранняя и средневековая живопись в Индии — индуистская, буддистская, джайнистская. Ранголи по-прежнему остаётся наиболее популярным способом нанесения орнамента, его очень часто можно встретить на порогах многих индийских домов, особенно, в Южной Индии. Раджа Рави Варма — один из классических художников средневековой индийской живописи.
Живопись мадхубани, майсурская, раджпутская, танджавурская, могольская живописи — выдающиеся жанры индийского искусства, как и современные индийские художники, такие как: Нандалал Босэ, М. Ф. Хусейн, С. Х. Раза, Гита Вадхера, Джамини Рой и Б. Венкатаппа (Nandalal Bose, M. F. Husain, S. H. Raza, Geeta Vadhera, Jamini Roy и B.Venkatappa). Среди индийских художников нашего времени можно выделить Атула Додью, Босэ Кришнамачнахри, Дэваджьёти Рэя и Шибу Натесана (Atul Dodiya, Bose Krishnamacnahri, Devajyoti Ray и Shibu Natesan), которые явили миру новую эру индийской живописи, в которой всемирная живопись гармонично сочетается с индийской классической. Эти художники завоевали международное признание. Джахангирская галерея искусств, Мумбаи, Майсурский дворец имеют на своих выставках несколько отличных картин индийской живописи.
- картина Придворные дамы, играющие в шахматы

### Скульптура

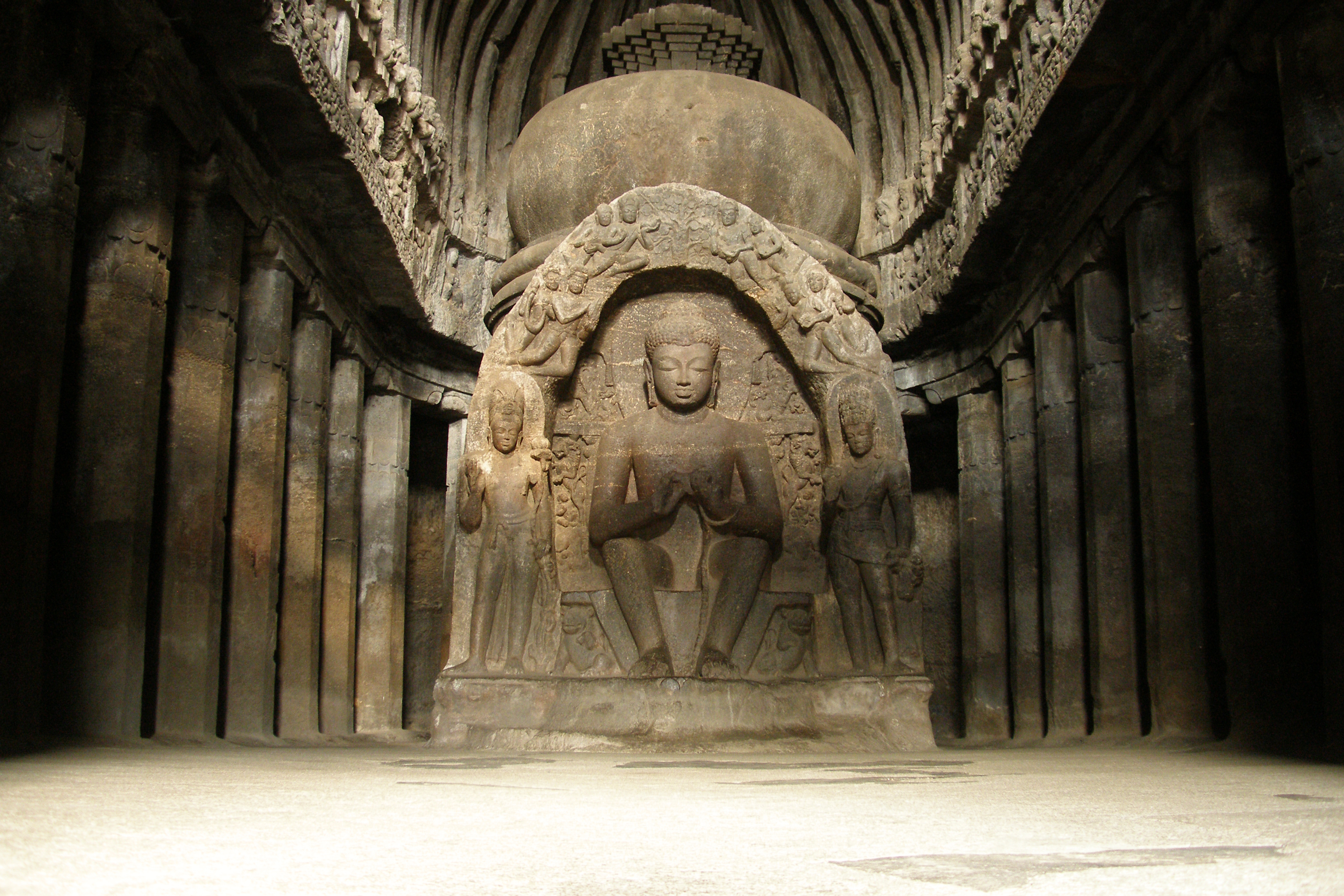
Буддистский Вишвакарман из пещеры в Эллоре, Махараштра.

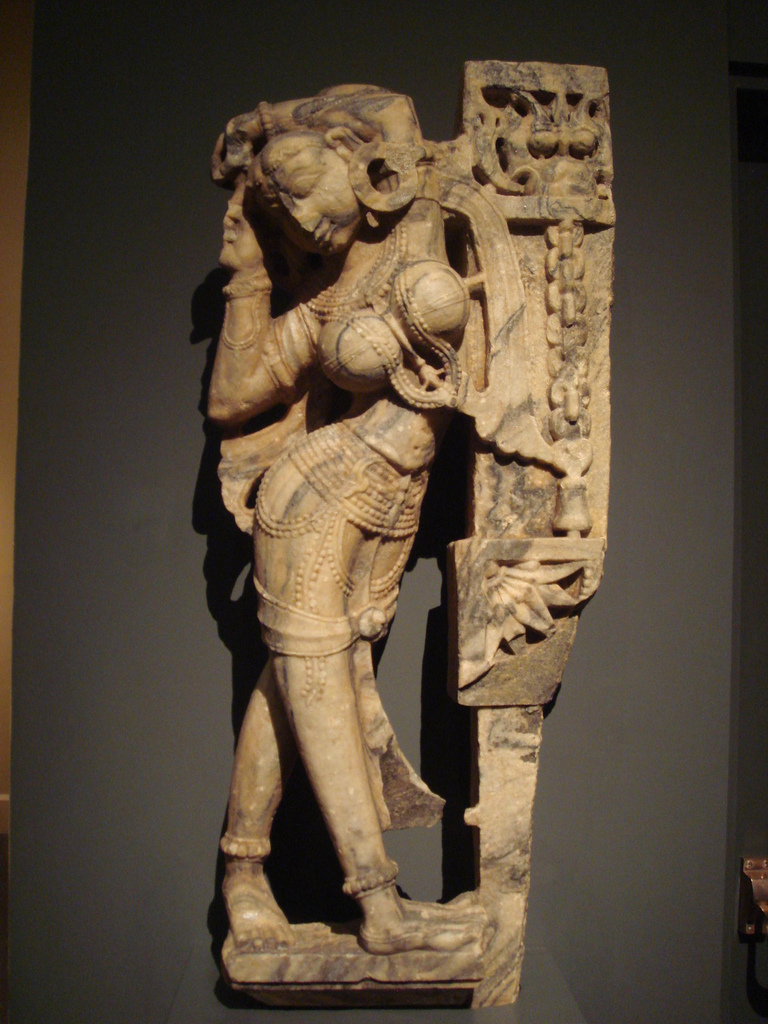
Мраморная скульптура женщины, около 1450 года, Раджастхан.

Первые скульптуры в Индии относятся к Индской цивилизации, у которой были обнаружены каменные и бронзовые фигуры. Позднее, индуистская, как и буддистская, и джайнистская, скульптура получила своё дальнейшее развитие. В Индии появились чрезвычайно сложные резные орнаменты как храмовые, так и бронзовые. Некоторые огромные храмы, такие как в Эллоре, не были построены из блоков, а были высечены непосредственно из большой горы.
Скульптуры на северо-западе страны, сделанные из стукко, сланцев или глины, показывают сочетание индийского стиля с классическим эллинистическим, и возможно с греко-римским. Почти одновременно с этим развивалась культура скульптур из розового песчаника в Матхуре. Во времена существования государства Гуптов (IV—VI века) скульптура достигла высоких стандартов выполнения и деликатного моделирования. Эти и другие стили по всей Индии в итоге развились в классическое индийское искусство, которое также внесло свой вклад в буддистскую и индусскую скульптуру по всей Юго-Восточной, Центральной и Восточной Азии.

### Архитектура

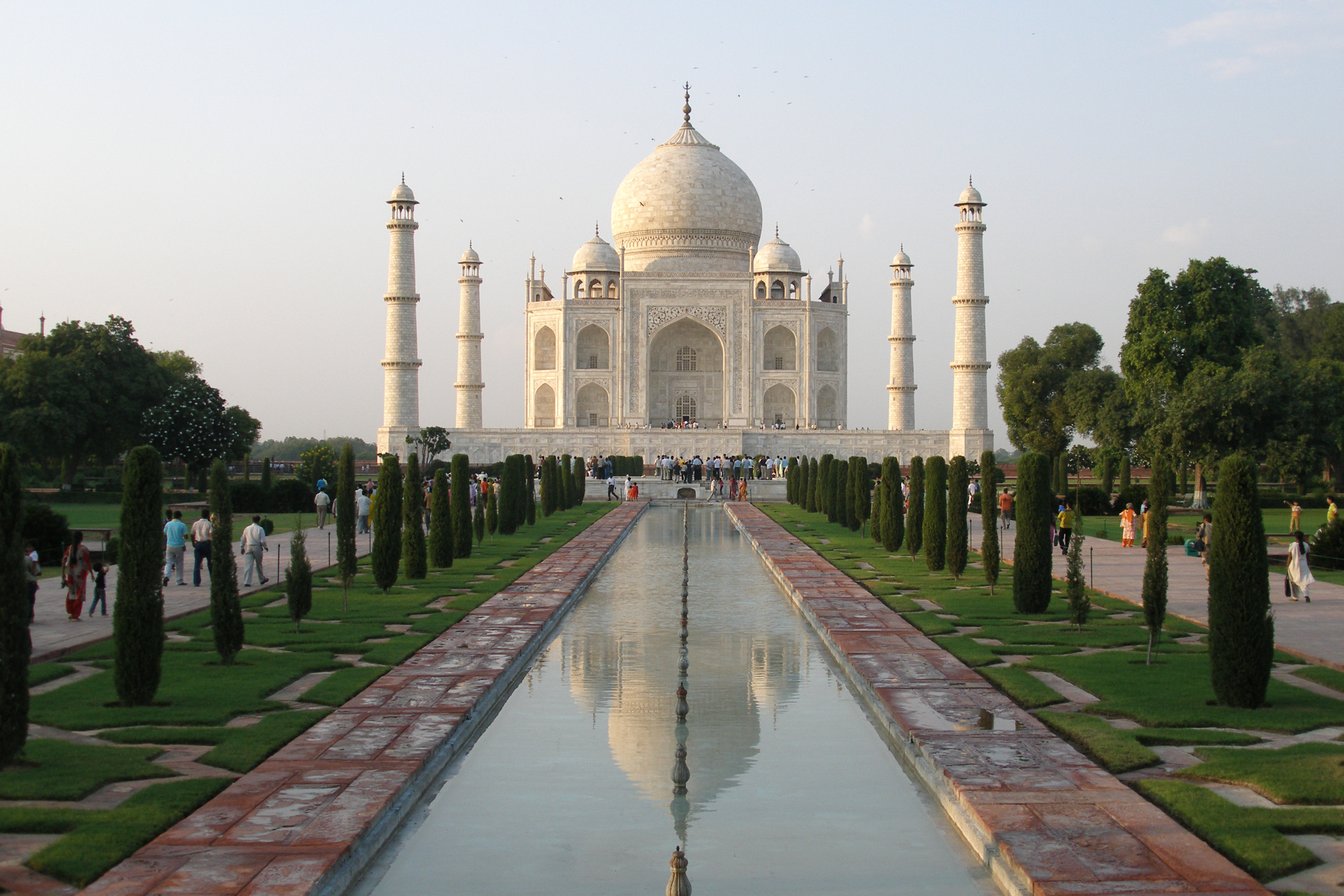
Непревзойдённое архитектурное чудо Тадж-Махал в Агре — яркий пример индо-исламской архитектуры. Одно из семи чудес света.

Индийская архитектура охватывает множество выражений пространства и времени, постоянно сохраняя в себе новые идеи. Результатом всего этого стало развитая архитектура, которая сохраняет преемственность на протяжении всей истории. Некоторые ранние архитектурные произведения найдены у Индской цивилизации (2600—1900 годы до н. э.), которая характеризуется великолепной планировкой городов и домов. Религия и царская, по-видимому, не сыграли главную роль в планировании и расположении этих городов. В это временной промежуток и появились первые ступы, архитектурный тип помещения, характерны для стран с вероисповеданием — буддизм. Полуокруглые помещения которые символизируют могилу Будды. Верхушка заканчивается столпом с зонтами. Ступы строили в местах связанных с легендами про Будду и деятельностью святых. Во времена империи Маурьев и государства Гуптов и их преемников было построено несколько буддистских архитектурных комплексов, таких как в Ajantha и Эллоре, и монументальная Большая ступа в Санчи. Позднее, в Южной Индии были возведены храмы, подобные таким, как Ченнакесава (Chennakesava) в Белуре и Саманатхапуре (Somanathapura), Хойсалесвара (Hoysaleswara ) в Халебиде, Брахидеешварар (Brihadeeswarar) в Танджавуре, Храм солнца в Конараке, Храм Ранганатхи в Шрирангаме, буддистская ступа (Chinna Lanja dibba и Vikramarka kota dibba) в Бхаттипролу (Bhattiprolu). Ангкор-Ват, Боробудур и другие буддистские и индусские храмы указывают на сильное индийское влияние на архитектуру Юго-Восточной Азии, так как они были построены в стиле почти идентичному традиционному индийскому стилю религиозных сооружений.
Традиционная система Васту-шастра служит как индийская версия Фэн-шуя, влияющая на городское планирование, архитектуру и эргономику. Пока неясно, какая система старше, но они обе содержат определённые сходства. Фэн-шуй наиболее часто используют во всём мире. Хотя, Васту-шастра, концептуально подобная Фэн-шую: также старается гармонизировать поток энергии (также называемый как жизненная сила или Прана на санскрите и Ци на китайском и японском языках), но имеет отличия в устройстве дома, например, не учитывает необходимость правильного расположения предметов в жилище.
С появление исламского влияния с запада, индийская архитектура адаптировалась под новые религиозные традиции. Фатехпур-Сикри, Тадж-Махал, Гол-Гумбаз (Gol Gumbaz), Кутб-Минар (Qutb Minar), Красный форт — творения этой эпохи и часто воспринимаются как символы Индии. В период британского колониального господства в Индии появились такие архитектурные стили как индо-сирацинский и смешение нескольких стилей, как, например, европейского готического. Мемориал Виктории и Вокзал Чхатрапати Шиваджи — наиболее яркие примеры.

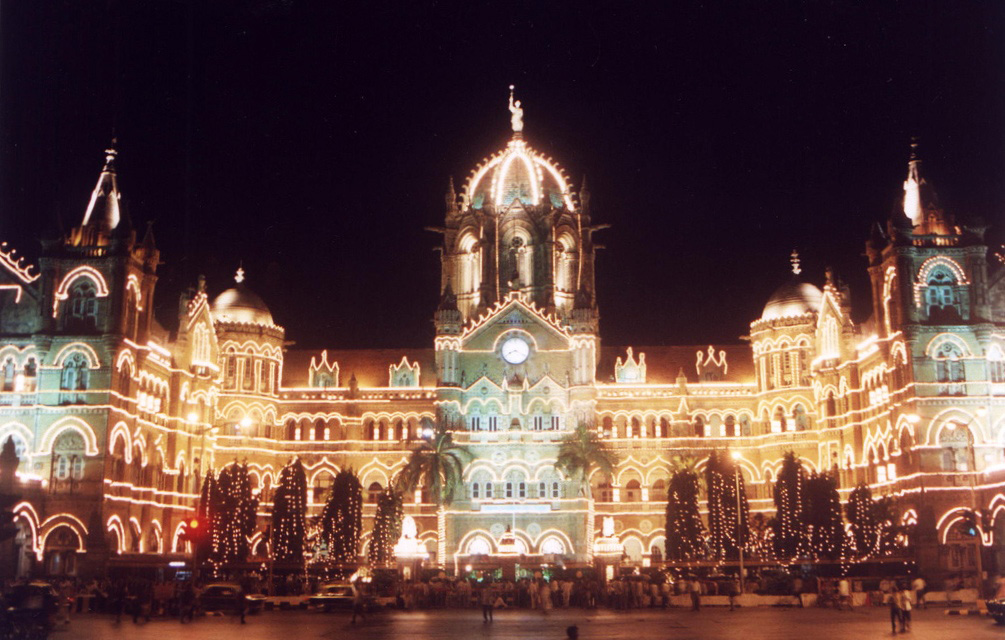
Вокзал Чхатрапати Шиваджи ночью.

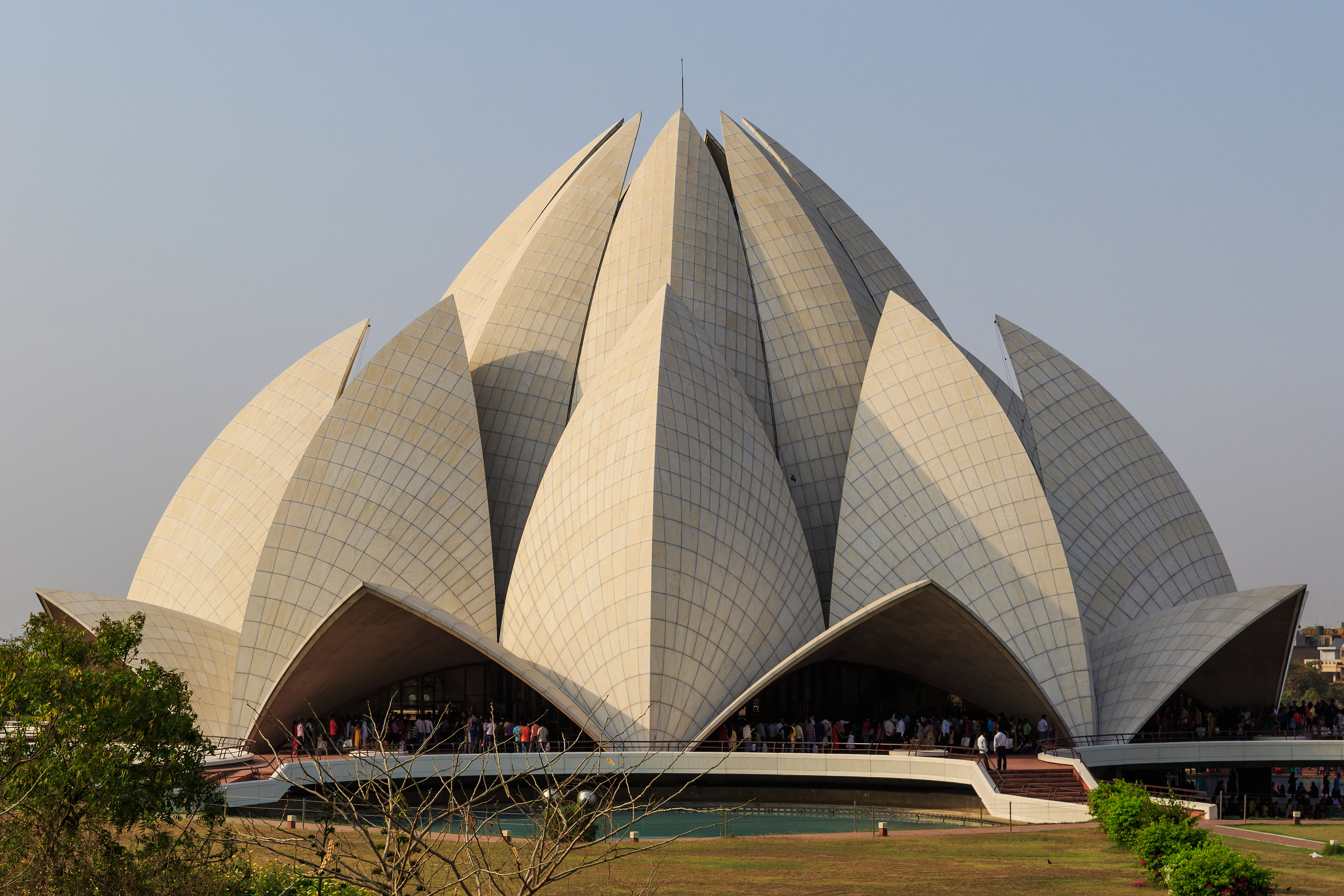
Храм Лотоса — величайшее творение современной индийской архитектуры.

Индийская архитектура повлияла на Восточную и Юго-Восточную Азию из-за распространения буддизма. Многочисленные индийские архитектурные особенности, такие как храмовые насыпи, иными словами — ступы, храмовые вершины или другими словами — шикхары, храмовые башни, иначе — пагоды, храмовые ворота или тораны (torana), стали выдающимися символами азиатской культуры, наиболее используемые в Восточной и Юго-Восточной Азии. Центральный шпиль или вершина иногда называются виманами. Южные храмовые ворота или гопурам — очень сложны и величественны.
Современная индийская архитектура более космополитична. Города очень компактны и имеют большую плотность населения. Нариман Пойнт (Nariman Point) в Мумбаи известен своими выдающимися зданиями в стиле ар-деко. Одно из последних творений Индии, таких как храм Лотоса, подобных тем, что в Чандигархе, впечатляет своей архитектурой.

## Кинематограф
Болливуд — неофициальное название, данное популярной хиндиязычной киностудии в Мумбаи. Болливуд и другие известные киноцентры (на бенгальском, каннада, малаялам, маратхи, тамильском, панджаби, телугу языках) составляет огромную индийскую киноиндустрию, чьё производство является самым крупным в мире по количеству выпущенных фильмов и проданных билетов.
Индия богата кинодеятелями, которые признаны всем миром, такими как К. Вишванатх, Бапу, Сатьяджит Рай, Гуру Датт, Адур Гопалакришнан, Шаджи Н. Карун, Гириш Касаравалли, Шекхар Капур, Ришикеш Мукерджи, Шанкар Наг, Гириш Карнад, Г. В. Айер. За последние годы предпочтения аудитории сильно изменились, в связи с открытостью экономики Индии и внешнего воздействия международной киноиндустрии на национальную индийскую. Кроме того, мультиплексы, распространившись в крупных городах Индии, изменили саму систему получения доходов от предоставления телевизионных услуг.

## Наука и образование
- История математики в Индии
- Космонавтика Индии

Страна участвует в проекте международного экспериментального термоядерного реактора ИТЭР.
- Академия наук Индии (Indian Academy of Sciences[англ.])
- газета Current Science[англ.]

### Образование
Индия — огромная страна с постоянно растущим населением, при этом — 360 млн человек — младше 14 лет. Правительство Индии старается сделать образование доступным для всех слоёв населения (ибо существует проблема расслоения общества и классового неравенства).
Имеются как бесплатные школы, так и платные.
Юные индусы уже в возрасте 3,5 лет  отправляются на свой первый урок в Pre-school (в этой стране нет привычных для нас детских садов). В здании общеобразовательной школы обучаются как трехлетки, так и дети постарше. Учебный день для самых маленьких длится 2-4 часа, в течение которых малыши рисуют, учат английский алфавит, цифры, стихи, а также постигают азы письменности.
С 6 до 14 лет дети учатся в Medium school. С этого времени каждый день у школьников идет по 8 уроков. Список школьных дисциплин примерно тот же, что и в большинстве стран: изучаетя история, география, изобразительное искусство, химия, физика, биология, математика и информатика. Предметы гуманитарного цикла включают в себя обязательный английский язык, хинди и местный язык определённого индийского штата. Также изучаются основы права и санскрит. При этом, литература не входит в школьную программу в качестве отдельного предмета, а лишь в рамках изучения английского языка и хинди дети немного знакомятся с произведениями британских и индийских классиков (обычно небольшие рассказы читаются полностью, а объемные произведения изучаются в кратком изложении).
В образовательном процессе в Индии крайне важно каждое знание закреплять конкретной работой — выполнять проекты по выбранной профессии.
Обязательное обучение в Индии включает в себя 10 классов, а 11-й и 12-й можно закончить либо в школе, либо в колледже. Образование в старших классах (High school) платное. Оно готовит ребят к поступлению в университет.
Имеется одна особенность — языковая: английский — основной язык коммуникаций в Индии, а значит, с детства ребёнок погружен в языковую среду, знает многие английские слова и поэтому сложная IT-терминология выглядит для него более простой и знакомой.

## СМИ

### Пресса
см. Самые распространённые в Индии ежедневные газеты

### Телевидение

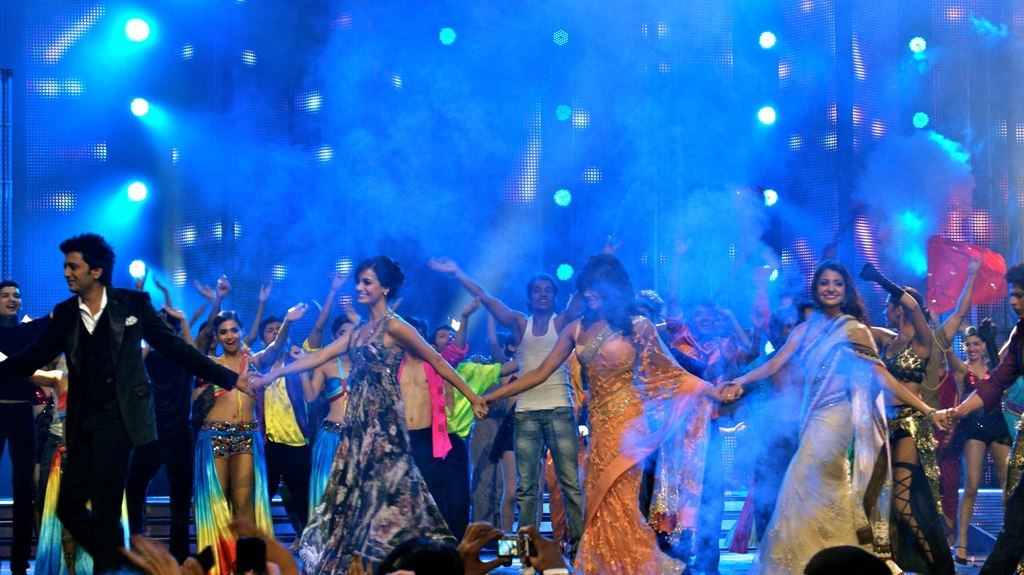
Актёры Болливуда на премии «Международной Академии Индийсих Фильмов» (International Indian Film Academy Awards) в Торонто в 2011 году.

Индийское телевидение начало своё вещание в 1959 году в Дели и передавало в эфир в основном образовательные телепередачи. В середине 1970-х годов на индийском телевидение началось программирование сетки вещания. В это время существовал только один национальный канал Дурдаршан (Doordarshan), который был собственностью правительства. В 1982 году на телевидении Индии произошли коренные изменения: появилась его цветная версия, а также впервые транслировались Летние Азиатские игры, проходившие в Нью-Дели. Среди прочих популярных сериалов, выпущенных индийским телевидением, были Рамаяна и Махабхарата. С конца 1980-х годов всё больше и больше людей в Индии стали обзаводиться телевизорами. Хотя на тот момент существовал только один телеканал, его программа была очень насыщенной. В эти же годы правительство Индии решило дать возможность появлению нового телеканала, который бы имел свою долю как в национальном, так и в региональном вещании. Этот телеканал был известен как DD 2, а позднее — DD Metro. Оба этих телеканала вещались посредством телестанции.
В 1991 году правительство дало возможность развитию кабельного телевидения. С того момента началось резкое увеличение количества телеканалов. Сегодня индийская телекинопрордукция — это огромная киноиндустрия, которая имеет тысячи программ во всех штатах Индии. Индийское телевидение является также крупным производителем телезвёзд, некоторые из которых достигли национального признания и большой известности. «Телевизионное мыло» очень популярно среди домохозяек и даже среди всех мужчин. Некоторые менее известные актёры достигли успеха в Болливуде. Индийское телевидение сейчас имеет много подобных каналов как Western TV, включая также Cartoon Network, Nickelodeon, HBO, FX и MTV India.

## Спорт

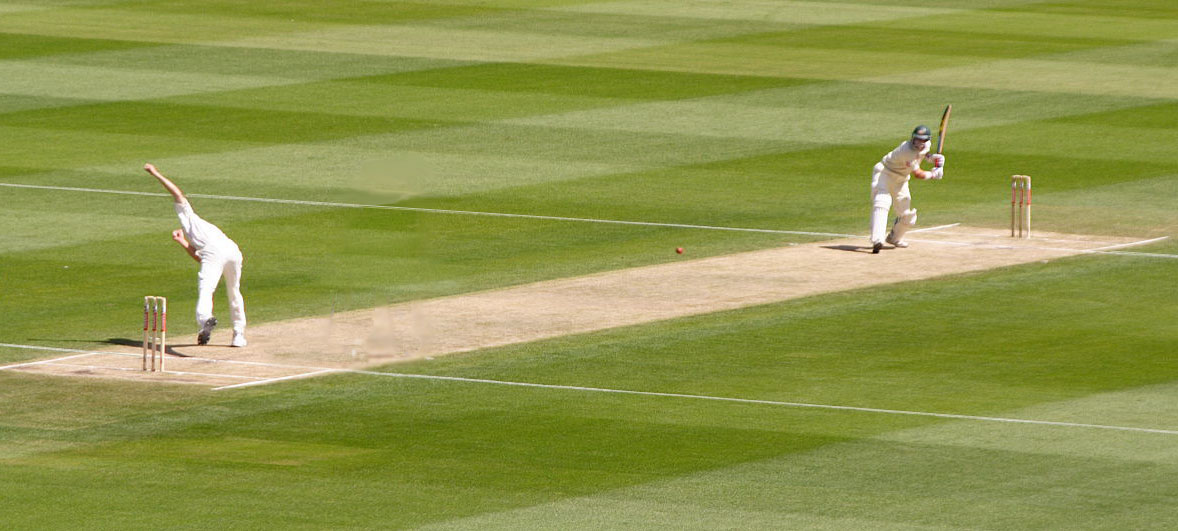
Крикет появился в Индии благодаря британским колонистам. Сейчас это один из наиболее популярных видов спорта в Индии.

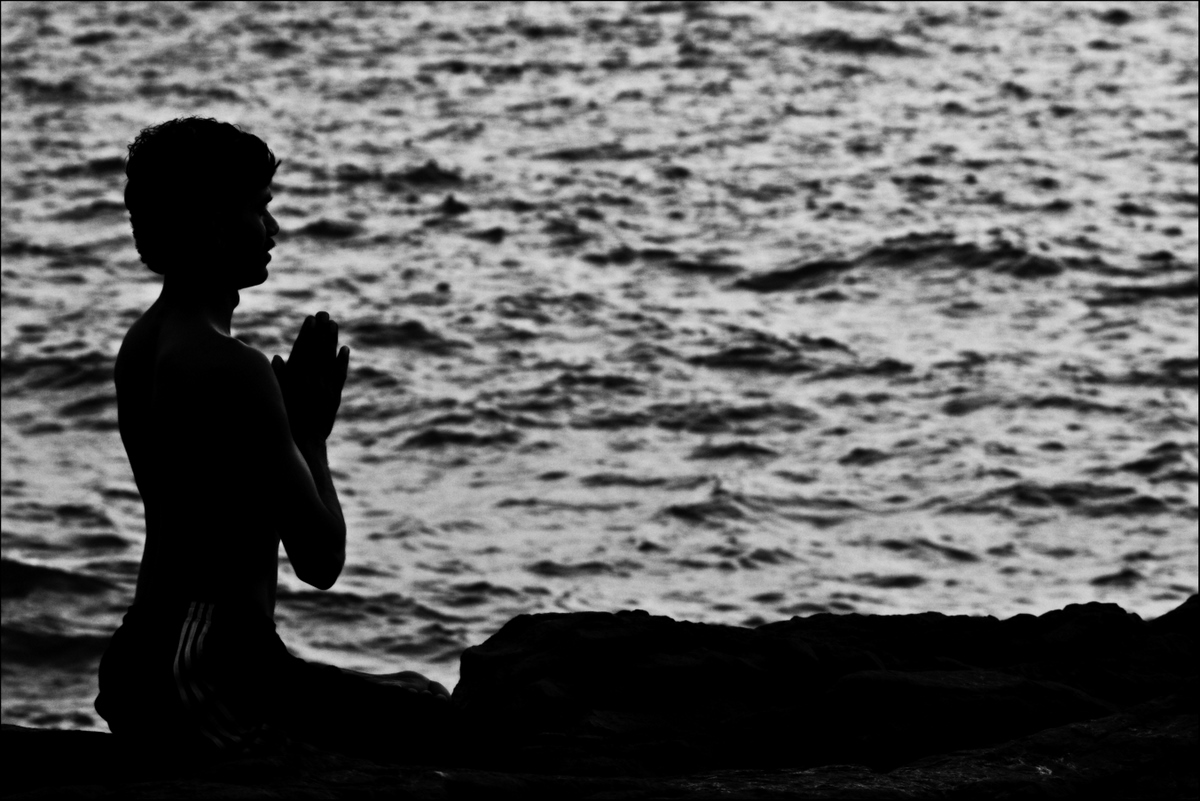
Йога возникла в Индии. Многие считаю, что йога это всего лишь гимнастика, физическая дисциплина, содержащая сложные элементы скручивания человека. На самом деле йога подразумевает достижение баланса в теле, уравновешенности ума и связи с собственным духом. Патанджали в индийских древних книгах предлагает саму цель йоги: помогать человеку сосредоточиться, размышлять, знать и выражать собственное «Я». Сейчас йога очень популярна во многих уголках мира.

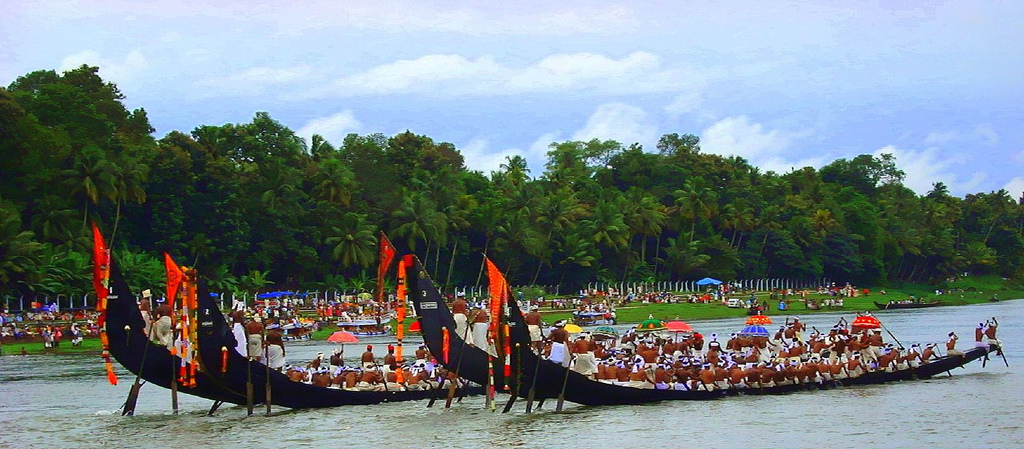
Ежегодный валлам-кали (гонки на лодках) проводят во время праздника Онам на реке Памба в деревне Аранмула рядом с городом Патанамтитта.

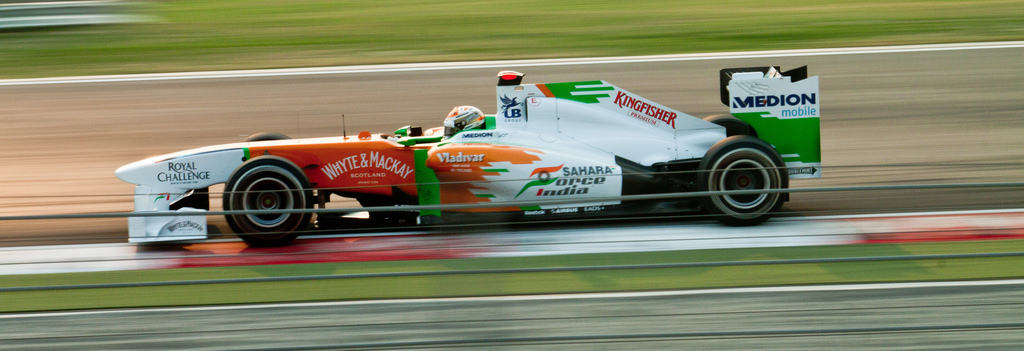
В 2011 году в Индии прошло первое за всю её историю мероприятие «Гран-при Формулы-1»

Хоккей на траве официально является национальным видом спорта в Индии, и Сборная Индии по хоккею на траве победила в 1975 году на Чемпионате мира по хоккею на траве, а также имеет 8 золотых, 1 серебряную, 2 бронзовых медалей на Олимпийских играх.
Крикет — наиболее популярный вид спорта в Индии. Сборная Индии по крикету в 1983 и 2011 годах победила на Чемпионате мира по крикету, а также в 2007 году на ICC World Twenty20 и в 2002 году вместе с Шри-Ланкой на 2002 ICC Champions Trophy. Домашние соревнования включают в себя: Ranji Trophy, Duleep Trophy, Deodhar Trophy, Irani Trophy и Мировой тур ATP Challenger. Кроме того, Совет по контролю за крикетом в Индии (Board of Control for Cricket in India) проводит Индийскую премьер-лигу и соревнование Двадцать20 (Twenty20).
Обычно считается, что шахматы появились в северо-западной Индии во времена империи Гуптов, где ранние шахматы были известны как чатуранга в VI веке. Другие игры, которые произошли в Индии, остаются до сих пор популярными в Северной Индии. К ним относятся кабадди, гилли-данда (gilli-danda), хо-хо (kho kho). Традиционными играми Южной Индии считаются валлам-кали (vallam kali) и кутьюм-колум (kuttiyum kolum).
В 2011 году Индия инициировала частное строительство Международного автодрома Будды, её первая мотогоночная трасса. Трасса длиной 5,14 км находится в Великой Нойде, штат Уттар-Прадеш, рядом с Дели. Первое мероприятие "Формулы-1 Гран-при Индии прошло в октябре 2011 года.

### Боевые искусства
Одна из наиболее известных форм древних боевых искусств Индии — каларипаятту из Кералы. Этот древний стиль борьбы появился в Южной Индии в XII веке до н. э. и рассматривается как один из древнейших видов боевых искусств, дошедших до наших дней. В этом виде боевого искусства разные стадии физического воспитания включает в себя аюрведийский массаж с использованием кунжутного масла, чтобы сделать тело более гибким — «узичил» (uzichil), серия острых движений по телу, чтобы получить контроль над разными частями тела — «миапаятту» (miapayattu) и комплекс боевых техник с мечом — «пальянкам» (paliyankam). Силамбам (Silambam), который был разработан около 200 года н. э., уходит своими корнями в Южную Индию эпохи Сангам (Sangam). Силамбам уникален среди боевых искусств Индии, так как использует комплекс приёмов, связанных с ногами, — «каалади» (kaaladi), включающий разнообразие вращающих стилей. Бамбуковые предметы используются как главное оружие. Древнетамильская сангамская литература упоминает, что между 400 годом до н. э. и 600 годом н. э. солдаты из Южной Индии получили специальное обучение боевым искусствам, в которых тренировали умение использовать копьё — «вел» (vel), меч — «вал» (val) и щит — «кедахам» (kedaham).
Мушти-юддха (mushti yuddha) появился в Северной Индии в 1100 году и фокусируется на умственной, физической и духовной тренировке. Кроме того, традиция «дханурведа» была влиятельным видом боевого искусства, в котором лук и стрелы — главное оружие. Дханурведа был первым боевым искусством, описанный в религиозном индуистском тексте V века до н. э. Вишну-пурана и также упомянутый в двух древнеиндийских эпосах — Рамаяна и Махабхарата. Отличительным фактором индийских боевых искусств является сложность положения во время медитации — «дхьяна» (dhyāna), как инструмент избавления от страха, сомнения и беспокойства.
Техники индийских боевых искусств оказали глубокое влияние на другие боевые искусства Азии. В третьем столетии до н. э. Сутры йоги Патанджали (Yoga Sutras of Patanjali) обучали как медитировать и целеустремлённо влиять на точки, находящиеся внутри тела человека, чтобы позднее использовать их в боевых искусствах, в то время как Йогачара в буддизме обучала разным движениям пальцев виде мудры. Эти элементы йоги, а также движения пальцев в танцах «ната» (nata), были, впоследствии, использованы в различных боевых искусствах. По данным некоторых исторических отчётов, индийский буддистский монах Бодхидхарма был одним из главных основателей Шаолинь цюань.

## Дополнительные источники
на русском
- Культура древней Индии / Сост. и отв. ред. А. В. Герасимов. — М.: Наука (ГРВЛ), 1975. — 430 с.
- Ольденбург С. Ф. Культура Индии. — М.: Наука, 1991. — 278 с. — 10 000 экз. — ISBN 5-02-016732-0.
- Тюляев С. И. Искусство Индии: Архитектура. Изобразительное искусство. Художественное ремесло. — М.: Наука, 1968. — 344 с. — (Библиотека отечественного востоковедения). — 5200 экз.

на английском
- Auboyer, Jeannine. Daily Life in Ancient India, from 200 BC to 700 AD (англ.). — originally published in French in 1961. — London: Phoenix Press, 2002. — ISBN 1-84212-591-5.
- Basham, A. L. The Wonder That was India (англ.). — London: Picador, 2004. — ISBN 0-330-43909-X.
- Bhalla, Prem P. Hindu Rites, Rituals, Customs & Tradition (англ.). — Pustak Mahal, 2006. — ISBN 81-223-0902-X.
- Brockington, John. Blackwell companion to Hinduism (англ.) / Flood, Gavin. — Blackwell Publishing, 2003. — P. 116—128. — ISBN 0-631-21535-2.
- Dalmia, Vasudha and Rashmi Sadana (editors). The Cambridge Companion to Modern Indian Culture (англ.). — Cambridge University Press, 2012.
- Dutt, Romesh C. Ramayana (англ.). — Kessinger Publishing[англ.], 2004. — P. 208. — ISBN 978-1-4191-4387-8.
- Grihault, Nicki. Culture Smart! India: A Quick Guide to Customs and Etiquette (англ.). — London: Kuperard, 2007. — 168 p. — ISBN 978-1-85733-305-3.
- Henderson, Carol E. Culture and Customs of India (англ.). — Greenwood Publishing Group, 2002. — ISBN 0-313-30513-7.
- Kamath, Suryanath U. A concise history of Karnataka: from pre-historic times to the present (англ.). — Bangalore: Jupiter books, 2001.
- Keith, Arthur Berriedale. The Sanskrit Drama (англ.). — Motilal Banarsidass Publ, 1998. — ISBN 81-208-0977-7.
- Kuiper, Kathleen. The Culture of India (англ.). — New York: Britannica Educational Publishing, 2011. — ISBN 1-61530-203-4.
- Naipaul, V.S. India: A Million Mutinies Now (англ.). — London: Mandarin Paperbacks, 1993. — 521 p. — ISBN 0-7493-9920-1.
- Narasimhacharya, R. History of Kannada Literature (англ.). — New Delhi, Madras: Asian Educational Services, 1988. — ISBN 81-206-0303-6.
- Nilakanta Sastri, K.A. A history of South India from prehistoric times to the fall of Vijayanagar (англ.). — New Delhi: Indian Branch, Oxford University Press, 2002. — ISBN 0-19-560686-8.
- Patra, Avinash. The Spiritual life and culture of India (англ.). — Oxford University Press, England, 2012.
- Rice, B.L. Mysore Gazatteer Compiled for Government (англ.). — New Delhi, Madras: Asian Educational Services, 2001. — Vol. 1. — ISBN 81-206-0977-8.
- Shah, Natubhai. Jainism: The World of Conquerors (англ.). — Sussex Academic Press, 1998. — ISBN 1-898723-31-1.
- Staal, J.F. Sanskrit and Sanskritization (англ.) // The Journal of Asian Studies. — Association for Asian Studies, 1963. — Vol. 22, iss. 3. — P. 261–275. — doi:10.2307/2050186. — JSTOR 2050186.
- Tully, Mark. No Full Stops in India (англ.). — London: Penguin, 1992. — ISBN 0-14-010480-1.
- Ukil, Manjari. Foreign Influence on Indian Culture (c.600 BC to AD 320) (англ.). — Low Price Publications, India, 2007. — ISBN 81-88629-60-X.
- Varma, Pavan K. Being Indian: Inside the Real India (англ.). — William Heinemann, 2004. — ISBN 0-434-01391-9.
- Vimalananda, Swamini; Krishnakumar, Radhika. In Indian Culture Why do We? (англ.). — M.: Central Chinmayi Mission Trust, 2008. — ISBN 81-7597-444-3.
- Zvelebil, Kamil. Companion studies to the history of Tamil literature (англ.). — Leiden, 1992. — ISBN 90-04-09365-6.